# Zapato

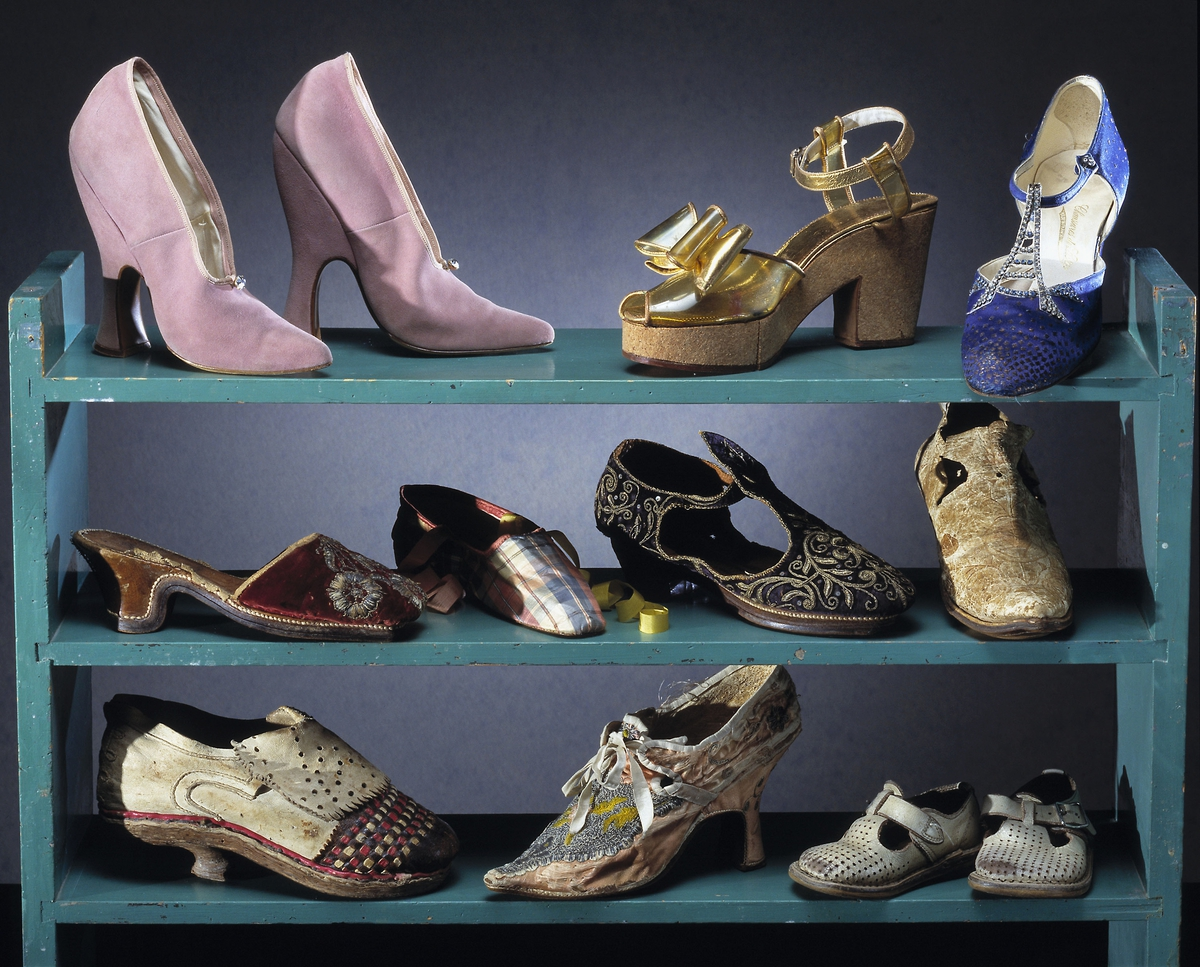
Una variedad de zapatos expuestos en el Museo Nórdico, incluidos modelos desde 1700 hasta la década de 1960.

El zapato es un accesorio pedestre que forma parte de la vestimenta, hecho con la intención de proveer protección y comodidad al pie, mientras realiza actividades. Al conjunto de todo tipo de accesorios pedestres se le denomina calzado.
Los zapatos, como el resto de las prendas, también se diseñan atendiendo a fines estéticos y/u ortopédicos. El diseño de los zapatos ha variado enormemente a través del tiempo y de cultura en cultura, con su apariencia originalmente ligada a sus funciones. Adicionalmente, la moda ha dictado frecuentemente muchos elementos de su diseño, como la altura de los tacones o su tejido.

## Etimología
El académico Joan Corominas en su diccionario Etimológico de la Lengua Castellana, sostiene la hipótesis que la palabra “zapato” puede ser una onomatopeya, ¡tsap!, "el ruido del que pisa fuerte, en vascuence se utiliza la palabra “zapaldú” que viene a decir algo así como aplastar, o  también “zaplada”, como se llama al paso o zancada.

## Historia
En la Edad Media el zapato se elaboraba con colgajos o telas alternadas para proteger la piel y reforzar el pie para un mejor ajuste, eran muy poco funcionales. En Europa, el zapato se convirtió en símbolo de estatus social de nobles y ricos pero llegó a tener proporciones ridículas lo que obligó a su simplificación y creación de nuevos estilos hasta llegar al zapato moderno macizo y cosido. Desde el siglo XVII, la mayoría de los zapatos de cuero se han caracterizado por un cosido único. Los avances en la industria del caucho, del plástico, de las telas sintéticas y de los adhesivos industriales han permitido a los fabricantes crear zapatos que se distinguen considerablemente de las técnicas tradicionales de elaboración. Por lo tanto, el cuero, que había sido el principal material de elaboración hoy se usa generalmente para elaborar zapatos caros, mientras que el zapato deportivo no lleva cuero real.
A partir del siglo XX, los zapatos evolucionaron rápida y vertiginosamente. Los cambios estilísticos tanto en el hombre como en la mujer hicieron que las modas y los diseños se adaptasen a los diferentes momentos históricos y de pensamiento de ese siglo. Empezaron a aparecer diseñadores especializados en el diseño de calzado que mantienen con renombre sus marcas y firmas.
En el siglo XXI, el concepto de ergonomía revolucionó aún más el desarrollo de zapatos altamente tecnificados como es el caso de las zapatillas deportivas, el zapato formal y el zapato ligero para climas cálidos. Este desarrollo vino de la mano con la tecnología espacial donde aparecieron zapatos con distintos tipos de diseños de suelas traccionables que fueron aplicados a los zapatos deportivos de alta gama.

### Antigüedad

#### América

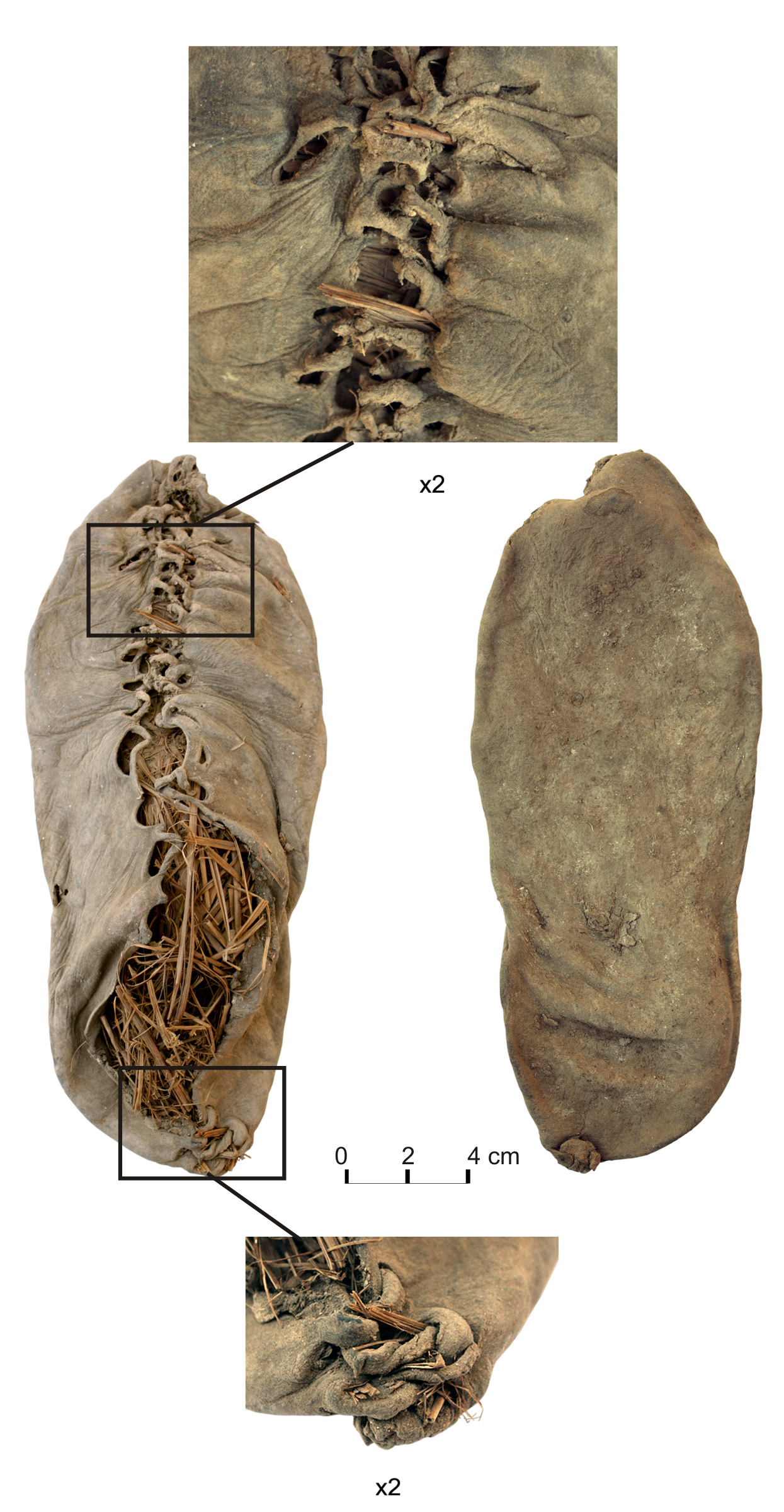
El zapato de cuero más antiguo conocido, de unos 5500 años de antigüedad, hallado en Armenia.

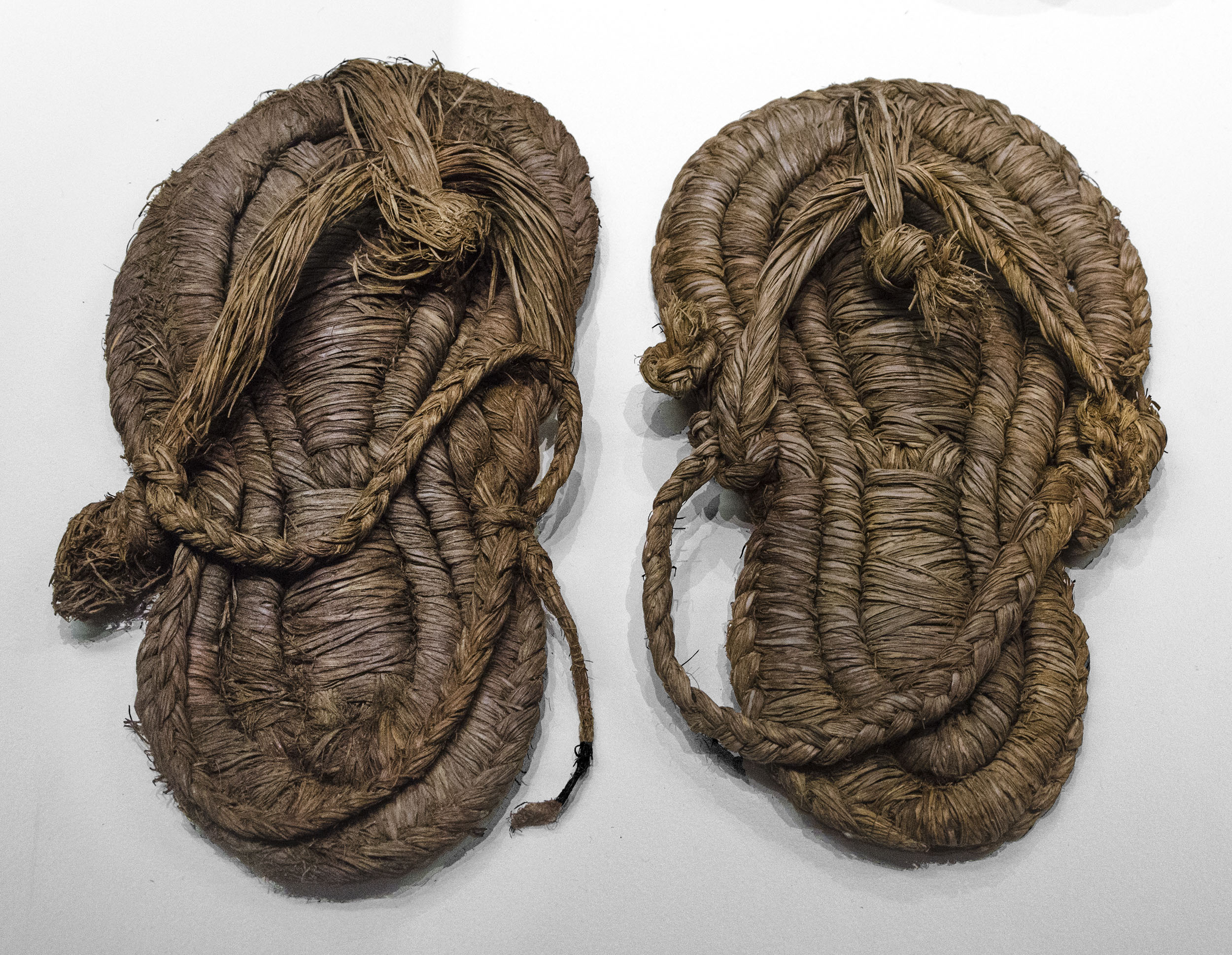
Sandalias de esparto del VI o V milenio a.C. encontradas en España.

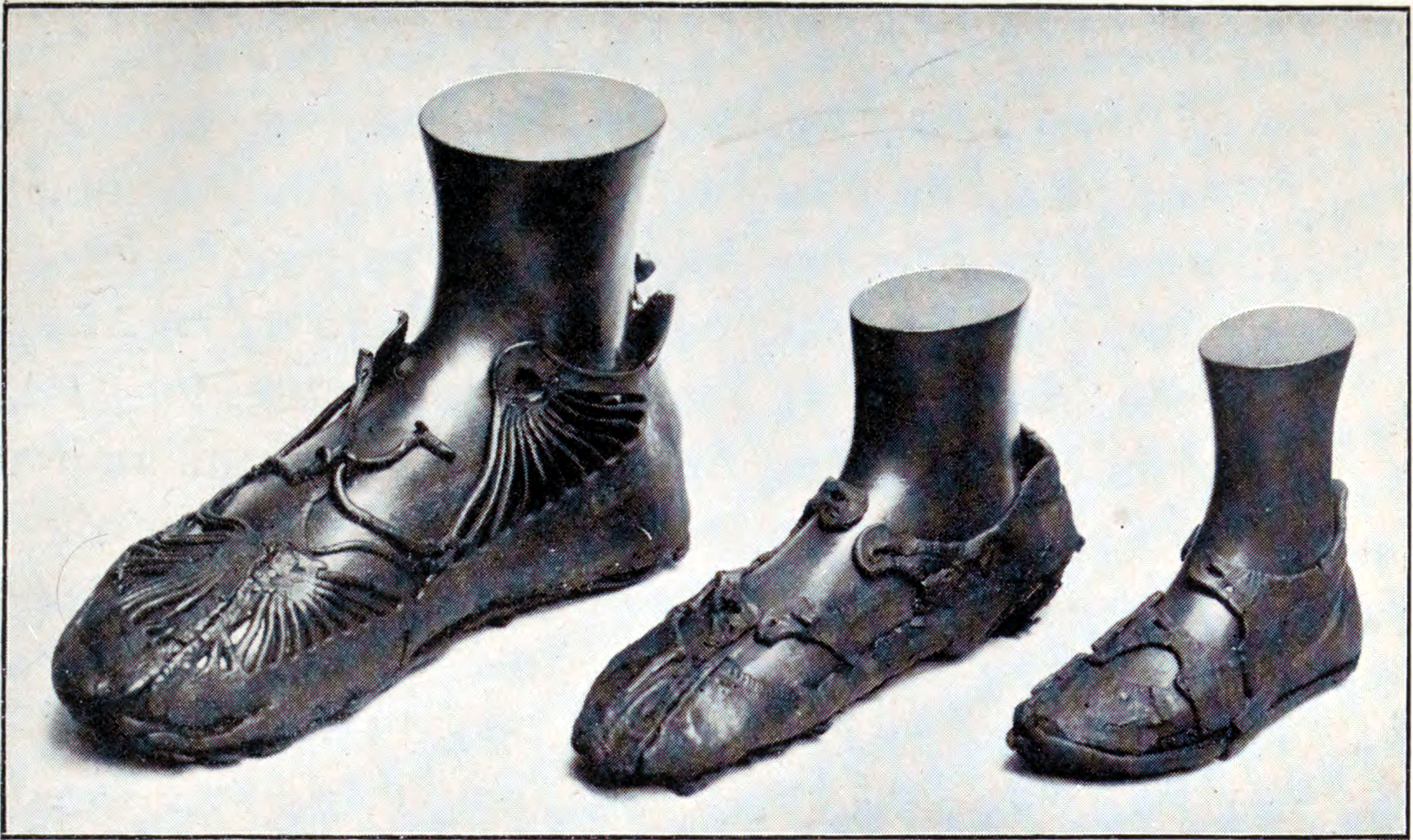
Zapatos romanos: de hombre, de mujer y un zapato de niño del fuerte romano de Bar Hill, Escocia.

Los zapatos más antiguos que se conocen son sandalias de corteza de artemisa que se estima se remontan al 7000 u 8000 a. C., encontradas en la cueva de Fort Rock en el estado de Oregón, Estados Unidos en 1938. El zapato de cuero más antiguo del mundo, hecho de una sola pieza de piel de vaca atada con un cordón de cuero a lo largo de las costuras en la parte delantera y trasera, se encontró en el complejo de cuevas de Areni-1 en Armenia en 2008 y se cree que data del año 3500 a. C. Los zapatos de Ötzi el Hombre de Hielo, que datan del año 3300 a.C., tenían una base de piel de oso marrón, paneles laterales de piel de ciervo y una red de cordón de corteza, que se ajustaba alrededor del pie. El zapato de Jotunheimen fue descubierto en agosto de 2006: los arqueólogos estiman que este zapato de cuero se fabricó entre 1800 y 1100 a.C., lo que lo convierte en la prenda de vestir más antigua descubierta en Escandinavia.
Hubo algunos falsos calzados que en un principio se dieron como auténticos, y se decía que eran los primeros que habían llegado hasta nuestros días en forma física; se trata de unas sandalias que afirmaban tenían una antigüedad de 8.000 años a.C. Están hechas de fibra vegetal de 30 cm. de longitud. Se encontró en una cueva en el estado de Missouri, cerca de Colorado, en Estados Unidos, fueron analizadas por el antropólogo Michael J. O´Brian, que afirmó que esas sandalias eran demasiado sofisticadas para su época, llevaban suela entretejida y una especie de cuerda para sujetarla. Igualmente se conservan en el Museo de Historia de la Universidad de Oregón, unas sandalias que según afirman datan de alrededor de 10 000 a 13 000 años. Hechas de corteza de salvia y otras fibras, se encontraron en una cueva en Rock Fort, Oregón, EE. UU., pero por el tipo de entrelazado de fibras y el estado general de la sandalia, es imposible su datación a esa fecha.

Se cree que el calzado pudo haber sido usado mucho antes, pero como los materiales utilizados eran muy perecederos, es difícil encontrar pruebas del calzado más antiguo. Al estudiar los huesos de los dedos más pequeños (a diferencia del dedo gordo), se observó que su grosor disminuyó hace aproximadamente entre 40.000 y 26.000 años. Esto llevó a los arqueólogos a deducir que el uso de calzado provocaba un menor crecimiento óseo, lo que se traducía en dedos más cortos y delgados. Estos primeros diseños eran muy sencillos, a menudo meras "bolsas para los pies" de cuero para protegerlos de las rocas, los escombros y el frío.
Muchos de los primeros nativos de Norteamérica llevaban un tipo de calzado similar, conocido como mocasín. Se trata de un calzado ajustado y de suela blanda, fabricado normalmente con cuero o piel de bisonte. Muchos mocasines también estaban decorados con diversas cuentas y otros adornos. Los mocasines no estaban diseñados para ser impermeables, y en tiempo húmedo y los meses cálidos del verano, la mayoría de nativos americanos iban descalzos. Las hojas de la planta sisal se utilizaban para hacer cordel para sandalias en Sudamérica, mientras que los nativos de México utilizaban la planta yuca.

#### África y Oriente Medio
A medida que las civilizaciones comenzaban a desarrollarse, se usaban sandalias de tiras (precursoras de las modernas flip-flop). Esta práctica se remonta a imágenes de las mismas en murales del antiguo Egipto del 4000 a.C. "Thebet" puede haber sido el término utilizado para describir estas sandalias en la época egipcia, posiblemente de la ciudad de Tebas. En el Reino Medio es cuando se encontraron las primeras de estas thebet, pero es posible que debutaran en el Período Dinástico Temprano. Un par encontrado en Europa estaban hechas de hojas de papiro y se estima tienen aproximadamente 1.500 años de antigüedad. También se llevaban en Jerusalén durante el siglo I de la era cristiana. Las sandalias tanga fueron usadas por muchas civilizaciones y hechas de una amplia variedad de materiales. Las antiguas sandalias egipcias se fabricaban con papiro y hojas de palma. Los masai de África las hacían de cuero crudo. En la India se hacían de madera.
Aunque las sandalias de tiras eran de uso común, muchas personas en la antigüedad, como el egipcios, hindúes y griegos, veían poca necesidad de calzado, y la mayoría de las veces, preferían estar descalzos. Los egipcios e hindúes hacían cierto uso del calzado ornamental, como una sandalia sin suela conocida como "Cleopatra", que no proporcionaba ninguna protección práctica para el pie.

#### Asia y Europa
Los antiguos griegos consideraban el calzado como algo autoindulgente, antiestético e innecesario. Los zapatos se usaban principalmente en el teatro, como medio de aumentar la estatura, y muchos preferían ir descalzos. Los atletas de los Juegos Olímpicos Antiguos participaban descalzos-y desnudos. Incluso los dioses y héroes eran representados principalmente descalzos, así como los guerreros hoplitas. Libraron batallas descalzos y Alejandro Magno conquistó su vasto imperio con ejércitos descalzos. También se creía que los corredores de la Antigua Grecia corrían descalzos.

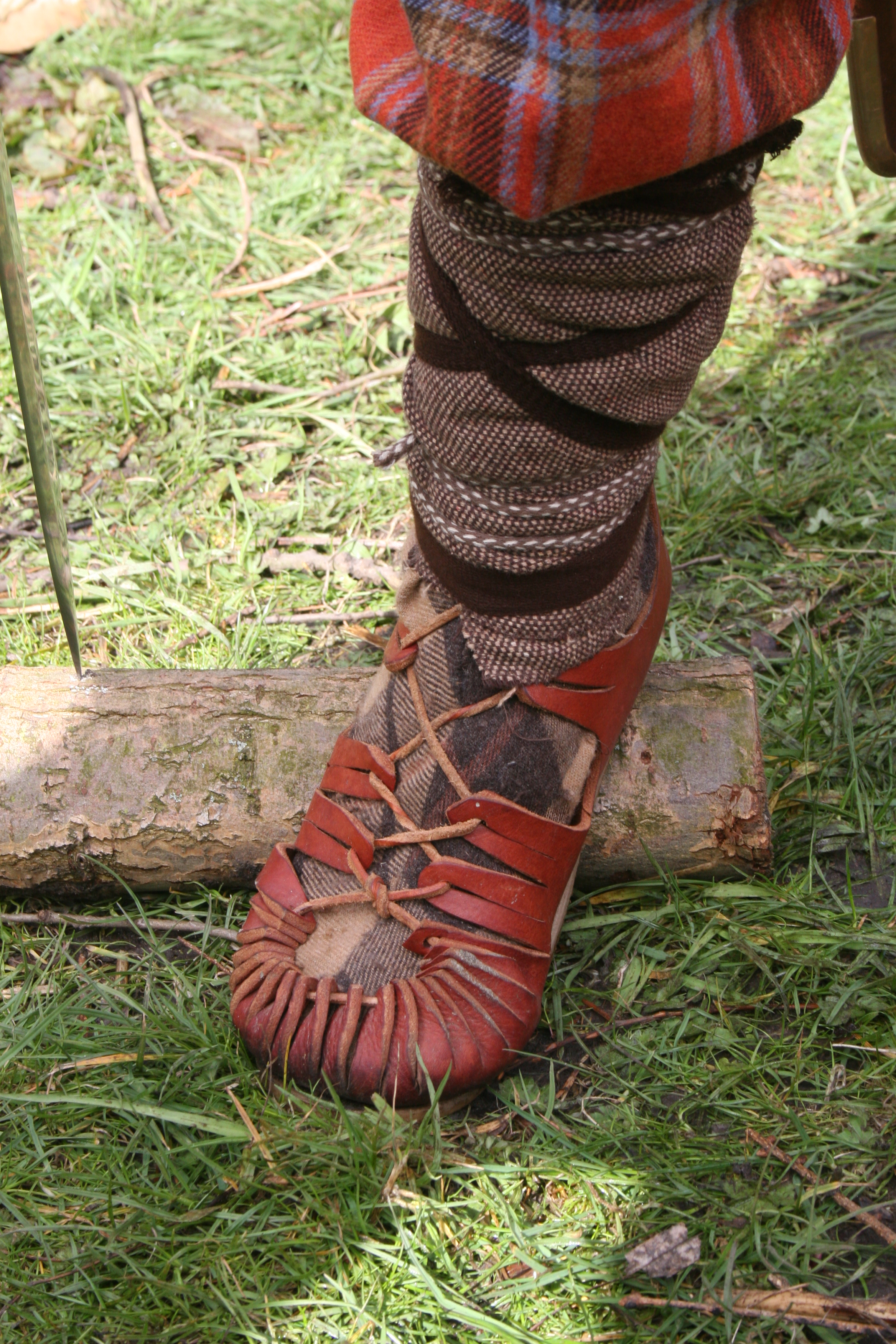
Vestimenta de soldados romanos (reconstrucción).

Los romanos, que acabaron conquistando a los griegos y adoptaron muchos aspectos de su cultura, no adoptaron la percepción griega del calzado y la vestimenta. La vestimenta en la antigua Roma se consideraba un signo de poder, y el calzado se consideraba una necesidad para vivir en un mundo civilizado, aunque los esclavos y los indigentes solían ir descalzos. A los soldados romanos se les entregaba un calzado quiral (zapato izquierdo y derecho diferentes). Los zapatos para los soldados tenían plantillas remachadas para alargar la vida del cuero, aumentar la comodidad y proporcionar una mejor tracción. El diseño de estos zapatos también designaba el rango de los oficiales. Cuanto más intrincada era la insignia y más arriba llegaba la bota en la pierna, más alto era el rango del soldado. Existen referencias al uso de zapatos en la Biblia. En China y Japón se utilizaban pajas de arroz para su confección.
A partir de alrededor de 4 aC, los griegos comenzaron a usar calzado simbólico. Estos estaban muy decorados para indicar claramente el estatus del portador. Las cortesanas llevaban zapatos de cuero teñidos de blanco, verde, limón o amarillo, y las jóvenes prometidas o recién casadas calzaban zapatos de color blanco puro. Debido al coste de aclarar el cuero, los zapatos de un tono más pálido eran símbolo de riqueza en la clase alta. A menudo, las suelas se tallaban con un mensaje para que quedara impreso en el suelo. Los zapateros se convirtieron en una profesión notable en esta época, y los zapateros griegos adquirieron fama en el imperio romano.

### Edad Media y principios de la Edad Moderna

#### Asia y Europa
Un calzado informal común en los Pirineos durante la Edad Media era la alpargata. Se trata de una sandalia con suela de yute trenzado y parte superior de tela, y a menudo incluye cordones de tela que se atan alrededor del tobillo. El término es francés y procede del esparto. El zapato se originó en la región de Cataluña en España ya en el siglo XIII, y era comúnmente usado por campesinos en las comunidades agrícolas de la zona.
Durante la dinastía Song en China empezaron a desarrollarse nuevos estilos, uno de ellos el debut de las correas para los pies. Primero las utilizaron las clases nobles Han, pero pronto se extendieron a toda la sociedad. Las mujeres utilizaban estos zapatos para desarrollar sus "pies de loto", que atraían a los varones. La práctica comenzó supuestamente durante la dinastía Shang, pero se popularizó hacia el año 960 d.C.
Cuando los mongoles conquistaron China, disolvieron la práctica en 1279, y los manchúes la prohibieron en 1644. El pueblo Han, sin embargo, continuó utilizando el estilo sin mucha intervención gubernamental.

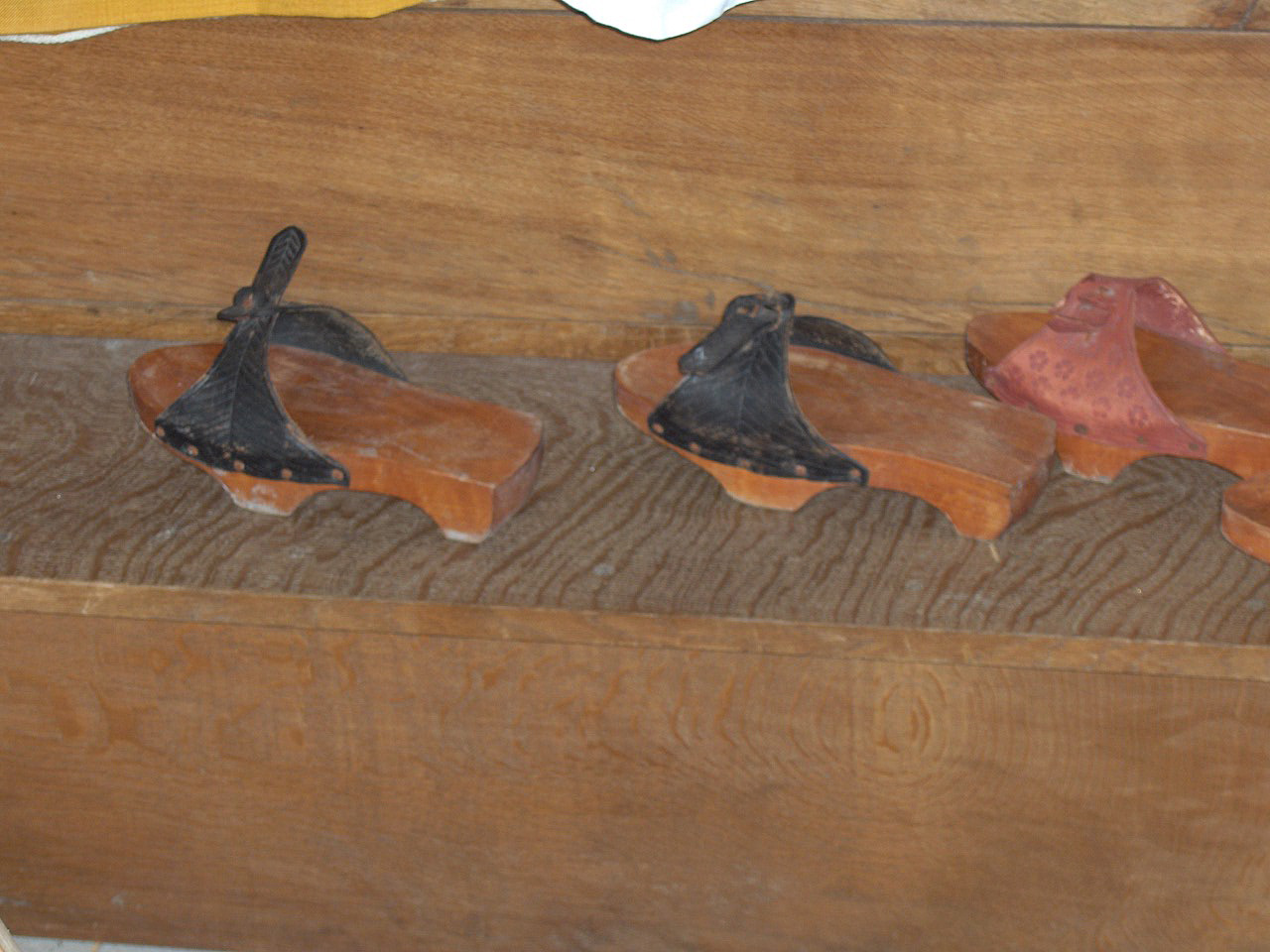
Zapatos encontrados hacia 1465 en el yacimiento arqueológico de Walraversijde, cerca de Ostende, Bélgica

En la época medieval, los zapatos podían medir hasta 60 centímetros de largo, y sus punteras a veces se rellenaban con pelo, lana, musgo o hierba. Muchos zapatos medievales se fabricaban utilizando el método de construcción turnshoe, en el que la parte superior se volvía del lado de la carne hacia fuera, y se pegaba a la suela y se unía al borde mediante una costura. A continuación, el zapato se volvía del revés para que la flor quedara fuera. Algunos zapatos se desarrollaron con solapas de palanca o cordones para apretar el cuero alrededor del pie para un mejor ajuste. Los zapatos medievales que se conservan a menudo se ajustan perfectamente al pie, siendo el zapato derecho y el izquierdo imágenes especulares. Hacia 1500, el método del zapato de tornear fue sustituido en gran medida por el método de la suela ribeteada (en el que la parte superior se cose a una suela mucho más rígida y el zapato no se puede volver del revés). El método del zapato girado aún se utiliza para algunos zapatos de baile y zapatos especiales.
En el siglo XV, los pattens se hicieron populares tanto para hombres como para mujeres en Europa. Comúnmente se consideran el antecesor del zapato de tacón alto moderno, mientras que las clases pobres y bajas de Europa, así como los esclavos del Nuevo Mundo, iban descalzos. En el siglo XV, las cracovianas estaban de moda en Europa. Este estilo de zapato recibe su nombre porque se cree que se originó en Cracovia, la capital de Polonia. El estilo se caracteriza por la punta del zapato, conocida como "polaine", que a menudo se apoyaba en un hueso de ballena atado a la rodilla para evitar que la punta estorbara al caminar. También durante el siglo XV, se crearon chopines en Turquía, y solían tener unos 17 a 20 cm de altura. Estos zapatos se hicieron populares en Venecia y en toda Europa, como símbolo de estatus que revelaba riqueza y posición social. Durante el siglo XVI, la realeza, como Catalina de Médici o María I de Inglaterra, empezó a llevar zapatos de tacón alto para parecer más alta o más grande que la vida. Hacia 1580, incluso los hombres los llevaban, y a menudo se hacía referencia a una persona con autoridad o riqueza como, "bien calzada". En la Francia del siglo XVII, los tacones los llevaban exclusivamente los aristócratas. Luis XIV de Francia prohibió el uso de tacones altos de color rojo, excepto para él y su corte real.
Con el tiempo se ideó el zapato moderno, con suela cosida. Desde el siglo XVII, la mayoría de los zapatos de cuero han utilizado una suela cosida. Hoy en día sigue siendo la norma para los zapatos de vestir de mayor calidad. Hasta alrededor de 1800, los zapatos de suela cosida solían fabricarse sin diferenciar entre el pie izquierdo y el derecho. En la actualidad, estos zapatos se denominan "rectos". Sólo gradualmente se convirtió en estándar el calzado moderno específico para el pie.

### Era industrial

#### Asia y Europa

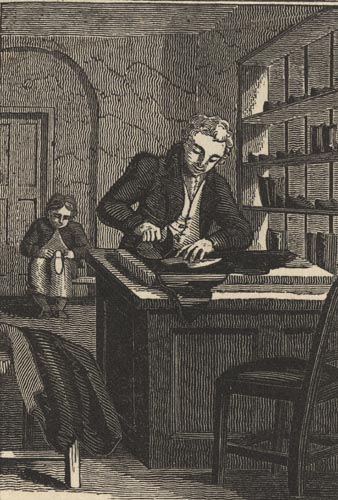
Un zapatero en la era georgiana, de The Book of English Trades, 1821.

La fabricación de calzado se hizo más comercial a mediados del siglo XVIII, a medida que se expandía como industria artesanal. Grandes almacenes comenzaron a almacenar calzado, fabricado por muchos pequeños fabricantes de la zona.
Hasta el siglo XIX, la fabricación de calzado era una actividad artesanal tradicional, pero a finales de siglo el proceso se había mecanizado casi por completo y la producción se llevaba a cabo en grandes fábricas. A pesar de los evidentes beneficios económicos de la producción en masa, el sistema de fábricas producía zapatos sin la diferenciación individual que podía proporcionar el zapatero tradicional.
Fue en el siglo XIX cuando las feministas chinas pidieron que se pusiera fin al uso de correas en los pies y se creó una prohibición en 1902. La prohibición fue pronto derogada hasta que el nuevo gobierno nacionalista volvió a prohibirla en 1911. Fue efectiva en las ciudades costeras, pero en las ciudades rurales continuó sin mucha regulación. Mao Zedong impuso la norma en 1949 y continúa vigente en la época contemporánea. Varias personas siguen teniendo pies de loto en la actualidad.

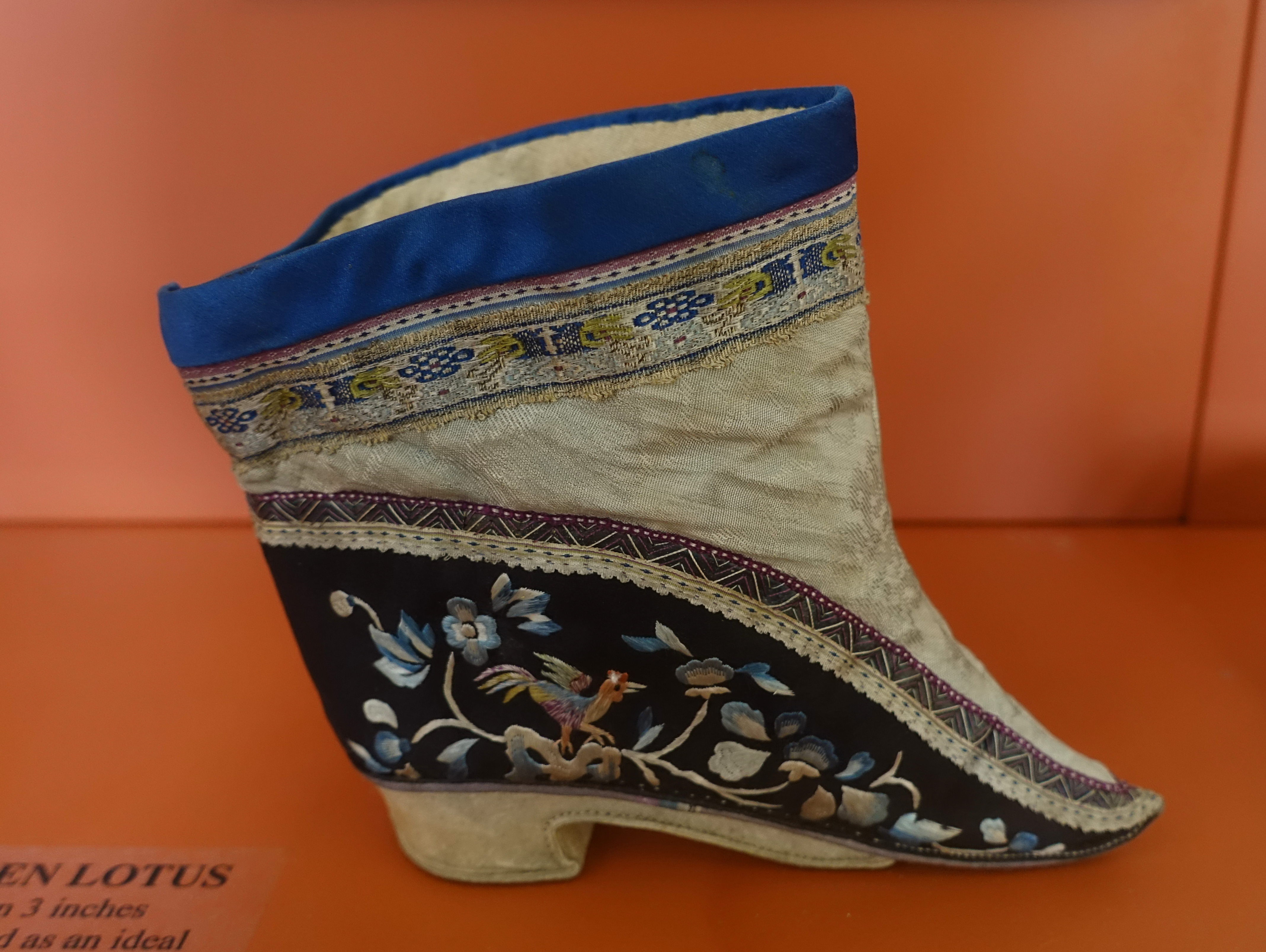
Zapato de mujer, China, posiblemente estilo Shanxi o Ningbo, finales del siglo XIX a principios del XX.

Los primeros pasos hacia la mecanización de la producción fueron dados durante las Guerras Napoleónicas por el ingeniero Marc Brunel. Desarrolló maquinaria para la producción en serie de botas para los soldados del Ejército británico. En 1812, ideó un plan para fabricar maquinaria de fabricación de botas con clavos que sujetaba automáticamente las suelas a las capelladas mediante clavijas o clavos metálicos. Con el apoyo del Duque de York, se fabricaron los zapatos y, debido a su resistencia, bajo coste y durabilidad, se introdujeron para el uso del ejército. Ese mismo año, el uso de tornillos y grapas fue patentado por Richard Woodman. El sistema de Brunel fue descrito por Sir Richard Phillips como visitante de su fábrica en Battersea de la siguiente manera:

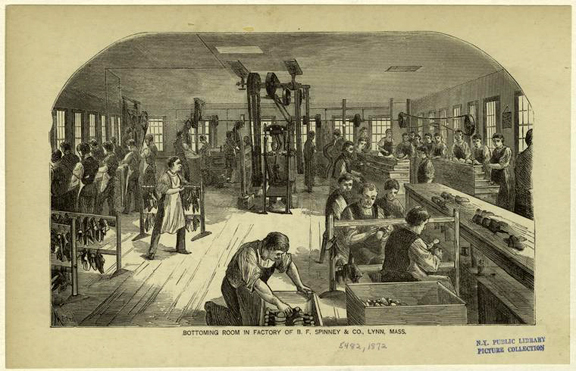
A finales del siglo XIX, la industria del zapato había migrado a la fábrica y estaba cada vez más mecanizada. En la imagen, el taller de zapatería de la fábrica B. F. Spinney & Co. en Lynn, Massachusetts, 1872.

En otro edificio me mostraron su fábrica de zapatos, que, como la otra, está llena de ingenio, y, en lo que respecta a la subdivisión del trabajo, pone esta tarea al mismo nivel que la admirada fábrica de alfileres. Cada paso está afectado por la maquinaria más elegante y precisa; mientras que, como cada operación es realizada por una mano, cada zapato pasa por veinticinco manos, que completan a partir de la piel, suministrada por el curtidor, cien pares de zapatos fuertes y bien acabados al día. Todos los detalles se realizan mediante la ingeniosa aplicación de las facultades mecánicas, y todas las piezas se caracterizan por su precisión, uniformidad y exactitud. Como cada hombre realiza un solo paso en el proceso, lo que no implica ningún conocimiento de lo que hacen los que le preceden o le siguen, las personas empleadas no son zapateros, sino soldados heridos, capaces de aprender sus respectivas tareas en pocas horas. El contrato por el que se entregan estos zapatos al Gobierno es de 6s. 6d. por par, siendo al menos 2s. menos de lo que se pagaba anteriormente por un artículo desigual y adoquinado.
Sin embargo, cuando terminó la guerra en 1815, el trabajo manual se abarató mucho y la demanda de equipamiento militar disminuyó. Como consecuencia, el sistema de Brunel dejó de ser rentable y pronto cesó su actividad.

#### América
Exigencias similares en la época de la Guerra de Crimea estimularon un renovado interés por los métodos de mecanización y producción en masa, que resultaron más duraderos. Un zapatero de Leicester, Tomas Crick, patentó el diseño de una remachadora en 1853. Su máquina utilizaba una placa de hierro para introducir remaches de hierro en la suela. El proceso aumentó enormemente la velocidad y la eficacia de la producción. También introdujo el uso de máquinas de laminación a vapor para endurecer el cuero y máquinas de corte a mediados de la década de 1850.

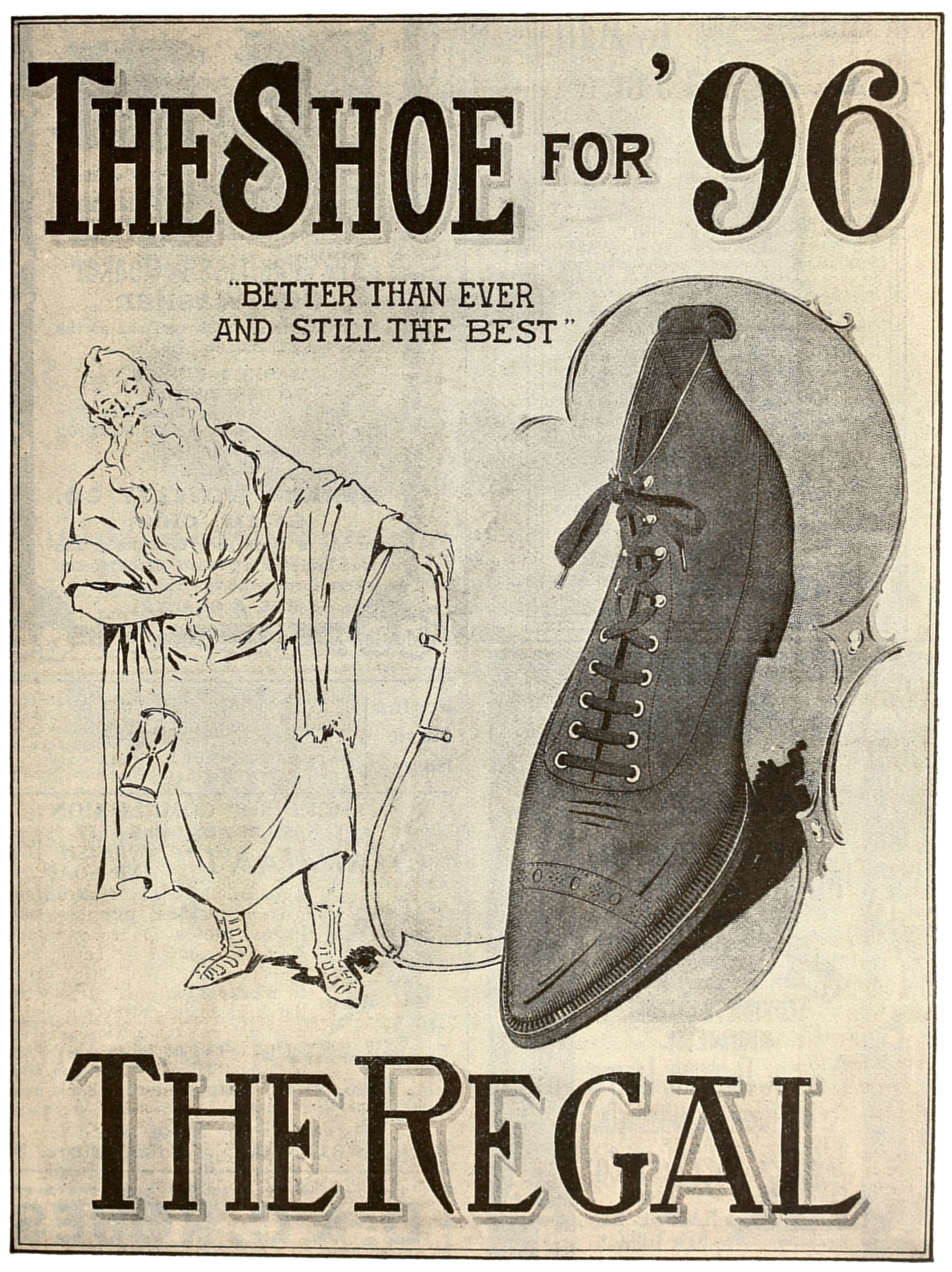
Publicidad en un número de 1896 de McClure's para "The Regal".

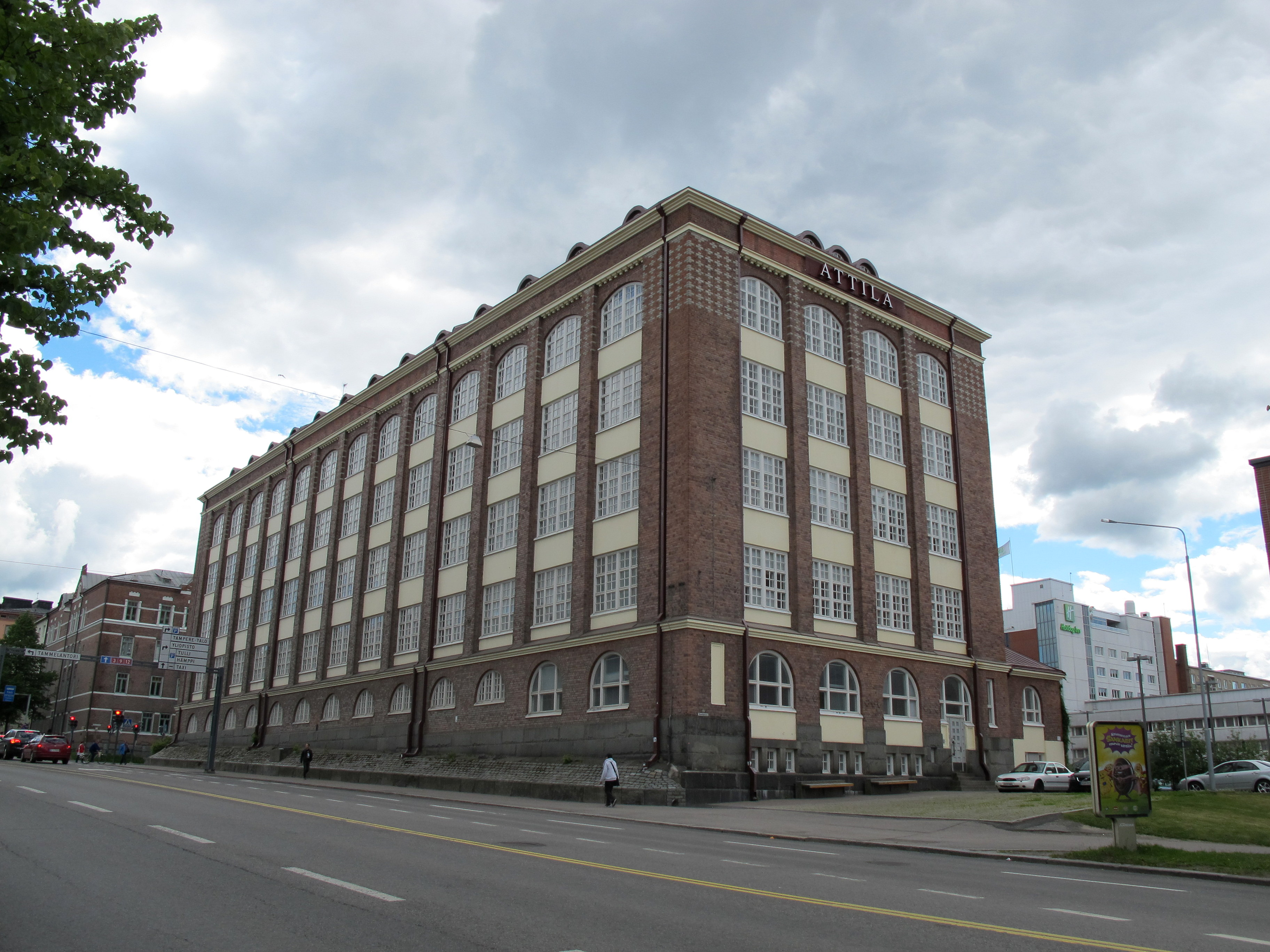
Attila, una antigua fábrica de zapatos de la década de 1910 en Tampere, Finlandia.

La máquina de coser se introdujo en 1846 y proporcionó un método alternativo para la mecanización de la fabricación de calzado. A finales de la década de 1850, la industria empezaba a orientarse hacia la fábrica moderna, principalmente en Estados Unidos y zonas de Inglaterra. En 1856, el estadounidense Lyman Blake inventó una máquina para coser zapatos, que perfeccionó en 1864. Al asociarse con McKay, su dispositivo se conoció como la máquina de coser McKay y fue rápidamente adoptado por los fabricantes de toda Nueva Inglaterra. A medida que se abrían cuellos de botella en la cadena de producción debido a estas innovaciones, se automatizaban cada vez más las fases de fabricación, como el clavado y el acabado. En la década de 1890, el proceso de mecanización se había completado en gran medida.
El 24 de enero de 1899, Humphrey O'Sullivan de Lowell, Massachusetts, obtuvo una patente para un tacón de goma para botas y zapatos.

#### Globalización

Símbolos obligatorios del etiquetado del calzado en la UE

En 1910 se desarrolló un proceso para fabricar zapatos sin costuras, es decir, pegados. Desde mediados del siglo XX, los avances en caucho, plásticos, telas sintéticas y adhesivos industriales han permitido a los fabricantes crear zapatos que se alejan considerablemente de las técnicas artesanales tradicionales. El cuero, que había sido el material principal en estilos anteriores, ha seguido siendo habitual en los zapatos de vestir caros, pero el calzado deportivo suele tener poco o nada de cuero auténtico. Las suelas, que antes se cosían a mano, ahora se cosen a máquina o simplemente se pegan. Muchos de estos nuevos materiales, como el caucho y el plástico, han hecho que el calzado sea menos biodegradable. Se calcula que la mayoría de los zapatos fabricados en serie necesitan 1000 años para degradarse en un vertedero. A finales de la década de 2000, algunos fabricantes de calzado tomaron cartas en el asunto y empezaron a producir zapatillas fabricadas íntegramente con materiales degradables, como las Nike Considered.
En 2007, la industria mundial del calzado tenía un mercado global de 107.400 millones de dólares, en términos de ingresos, y se espera que crezca hasta los 122.900 millones a finales de 2012. Los fabricantes de calzado de la República Popular China representan el 63% de la producción, el 40,5% de las exportaciones mundiales y el 55% de los ingresos del sector. Sin embargo, muchos fabricantes de Europa dominan el extremo de mayor precio y valor añadido del mercado.

### Cultura y folclore

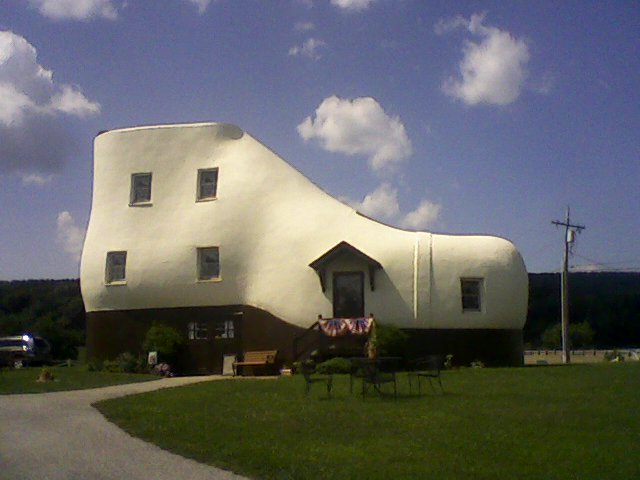
Haines Shoe House en Hallam, Pennsylvania.

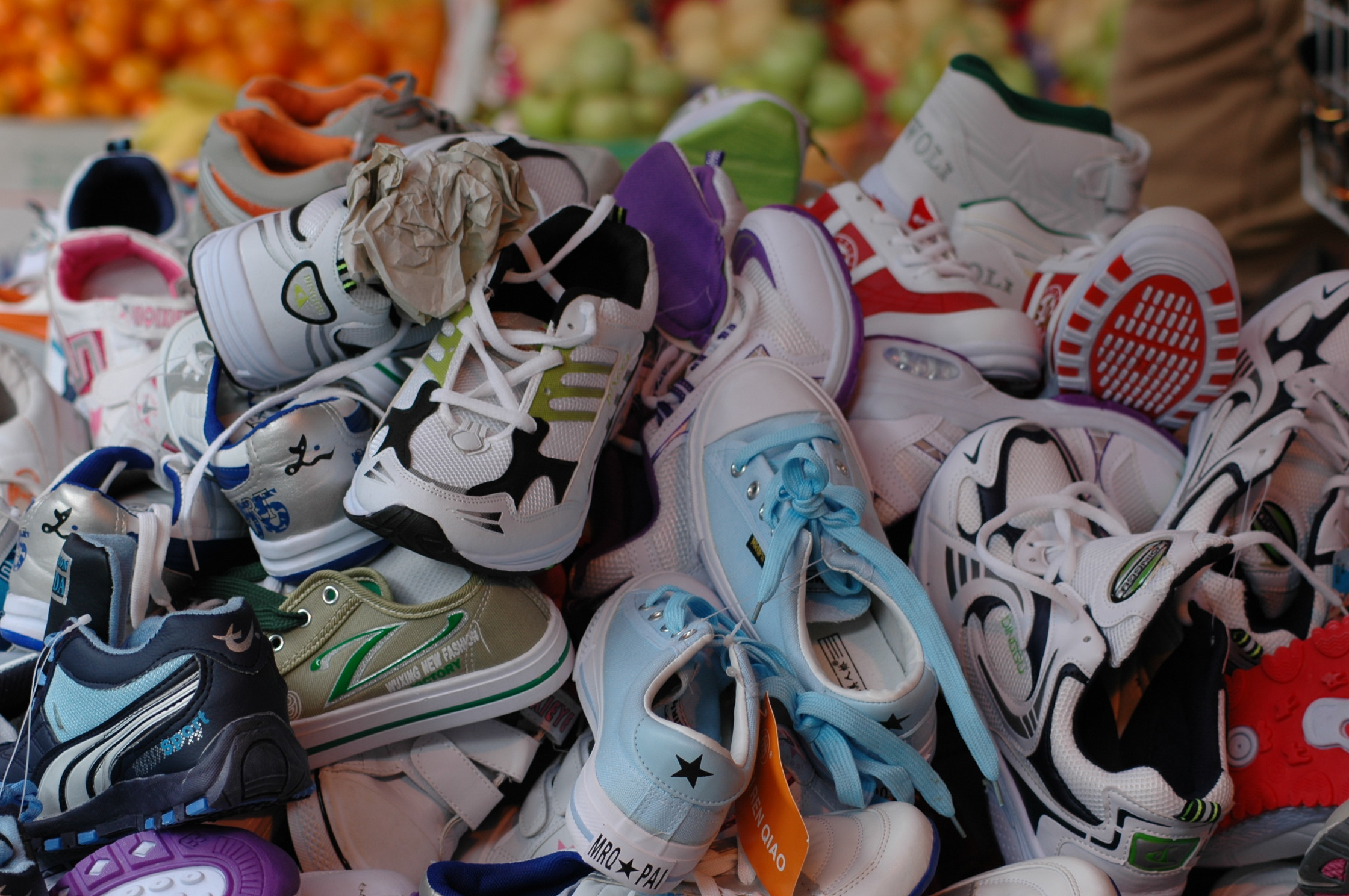
Zapatos deportivos en Hong Kong.

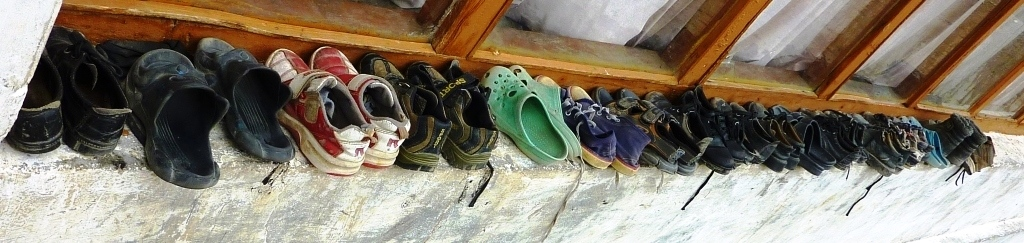
Zapatos de niño en una escuela de Ladakh.

Como parte integrante de la cultura y la civilización humanas, los zapatos se han hecho un hueco en nuestra cultura, folclore y arte. Una canción infantil popular del siglo XVIII es "Había una vieja que vivía en un zapato". Esta historia habla de una anciana que vive en un zapato con un montón de niños. En 1948, Mahlon Haines, un vendedor de zapatos de Hallam, Pensilvania, construyó una casa real con forma de bota de trabajo como forma de publicidad. La Haines Shoe House se alquiló a recién casados y ancianos hasta su muerte en 1962. Desde entonces, ha funcionado como heladería, pensión y museo. Todavía sigue en pie y es una popular atracción de carretera.
Los zapatos también desempeñan un papel importante en los cuentos de hadas Cenicienta y Las zapatillas rojas. En la película adaptación del libro infantil El maravilloso mago de Oz, un par de zapatillas rojas de rubí desempeñan un papel clave en la trama. La comedia de 1985 El hombre con un zapato rojo presenta a un hombre excéntrico que lleva un zapato de trabajo normal y otro rojo que se convierte en el centro de la trama.
Un poema, escrito por Phebus Etienne con el título "Zapatos", se centra en ellos. Describe mensajes religiosos y consta de tres estrofas. La primera estrofa es de un verso, mientras que la segunda tiene 13 versos y la tercera 14 versos. A lo largo del poema, el protagonista habla de su madre muerta y de su rutina con su tumba. Se dice que los haitianos "no ponen zapatos a los muertos", ya que facilita que los espíritus "pisen las ofrendas".
La colección de zapatillas deportivas también ha existido como parte de la subcultura urbana en Estados Unidos durante varias décadas. En las últimas décadas, esta tendencia se ha extendido a naciones europeas como la República Checa. Un Sneakerhead es una persona que posee varios pares de zapatillas como forma de coleccionismo y moda. Un factor que contribuye al crecimiento del coleccionismo de zapatillas es la continua popularidad mundial de la línea Air Jordan de zapatillas diseñadas por Nike para la estrella del baloncesto Michael Jordan.
En el Antiguo Testamento de la Biblia, el zapato se utiliza para simbolizar algo sin valor o de poco valor. En el Nuevo Testamento, el acto de descalzarse simboliza la servidumbre. Los antiguos pueblos de habla semítica consideraban el acto de quitarse los zapatos como una señal de reverencia al acercarse a una persona o lugar sagrado. En el Libro del Éxodo, Moisés recibió instrucciones de quitarse los zapatos antes de acercarse a la zarza ardiente:

Quítate los zapatos de tus pies, porque el lugar donde estás [es] tierra santa (KJV).

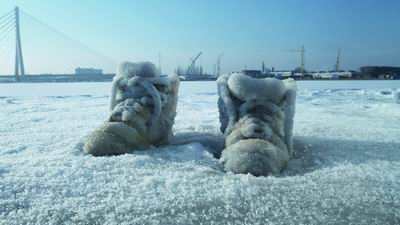
Zapatos de cristal de sal, instalación artística en el Mar Muerto de la artista Israeli Sigalit Landau.

Quitarse el zapato también simboliza el acto de renunciar a un derecho legal. En la costumbre hebrea, si un hombre decidía no casarse con la viuda de su hermano sin hijos, la viuda le quitaba el zapato a su cuñado para simbolizar que había abandonado su deber. En la costumbre árabe, quitarse el zapato también simbolizaba la disolución del matrimonio.
En la cultura árabe, mostrar la suela del zapato se considera un insulto, y arrojar un zapato y golpear a alguien con él se considera un insulto aún mayor. Los zapatos se consideran sucios porque suelen tocar el suelo y se asocian con la parte más baja del cuerpo: el pie. Por ello, están prohibidos en las mezquitas y se considera poco cortés cruzar las piernas y mostrar las suelas de los zapatos durante una conversación. Este insulto quedó demostrado en Irak, primero cuando se derribó la estatua de Saddam Hussein en 2003, los iraquíes se reunieron a su alrededor y golpearon la estatua con sus zapatos. En 2008, al presidente de Estados Unidos George W. Bush un periodista le lanzó un zapato como declaración contra la guerra de Irak. En términos más generales, lanzar zapatos o zapatear, mostrar la suela del zapato o utilizar zapatos para insultar son formas de protesta en muchas partes del mundo. Se han producido incidentes en los que se lanzaron zapatos a figuras políticas en Australia, India, Irlanda, Taiwán, Hong Kong, Pakistán, Reino Unido, Estados Unidos y, sobre todo, en el mundo árabe.
Los zapatos vacíos también pueden simbolizar la muerte. En la cultura griega, los zapatos vacíos son el equivalente de la corona funeraria estadounidense. Por ejemplo, unos zapatos vacíos colocados fuera de una casa griega indican a los demás que el hijo de la familia ha muerto en combate. En un acto conmemorativo del 10º aniversario de los atentados del 11 de septiembre, se utilizaron 3000 pares de zapatos vacíos para reconocer a los fallecidos. Los Zapatos a orilla del Danubio son un monumento conmemorativo en Budapest, Hungría. Ideado por el director de cine Can Togay, lo creó en la orilla oriental del río Danubio con el escultor Gyula Pauer para honrar a los judíos que fueron asesinados por milicianos fascistas del Cruz Flechada en Budapest durante la Segunda Guerra Mundial. Les ordenaron que se quitaran los zapatos y les dispararon al borde del agua para que sus cuerpos cayeran al río y fueran arrastrados. El monumento conmemorativo representa los zapatos que dejaron en la orilla.

## Tipos de zapatos

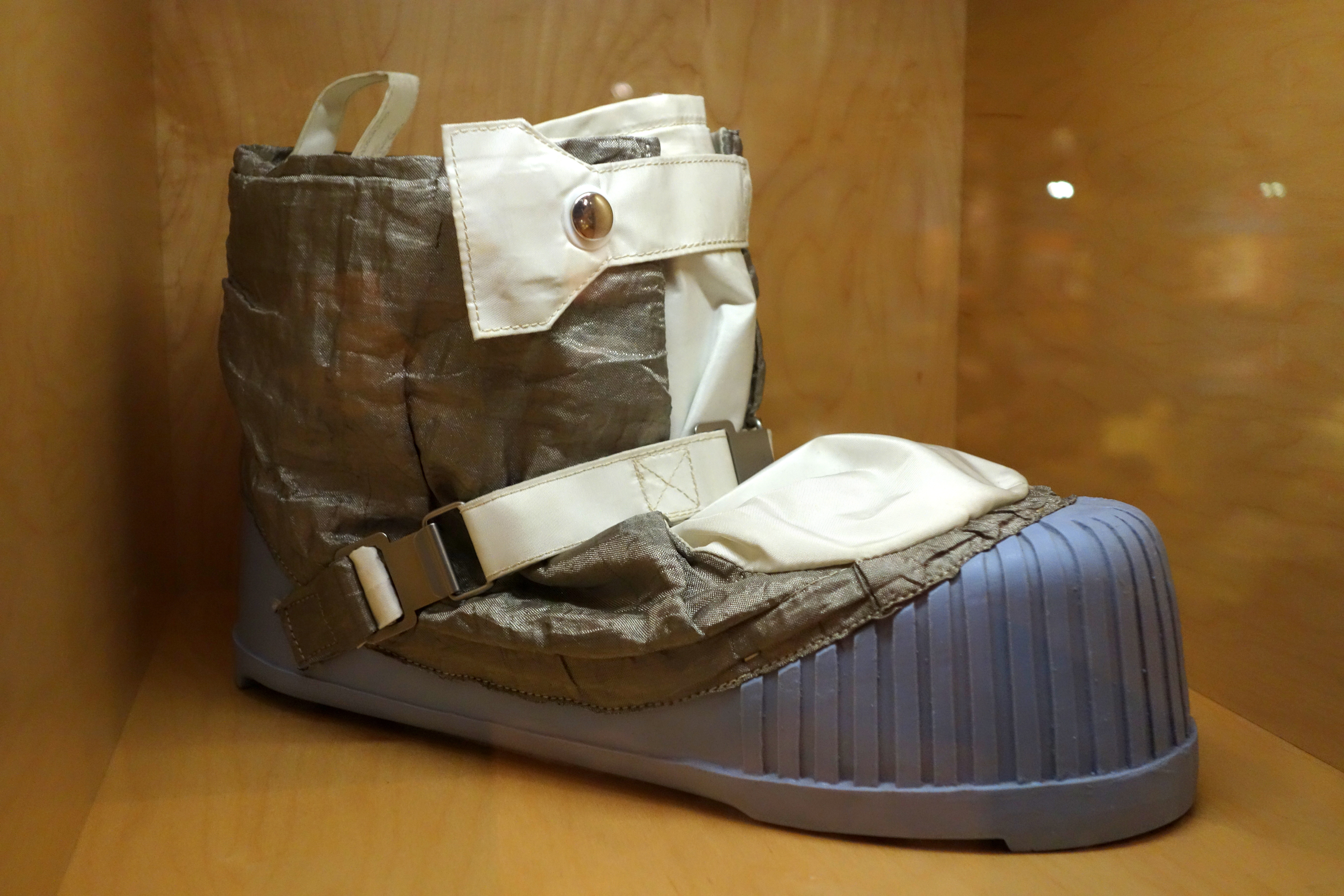
Zapato de astronauta (Misión Apolo)

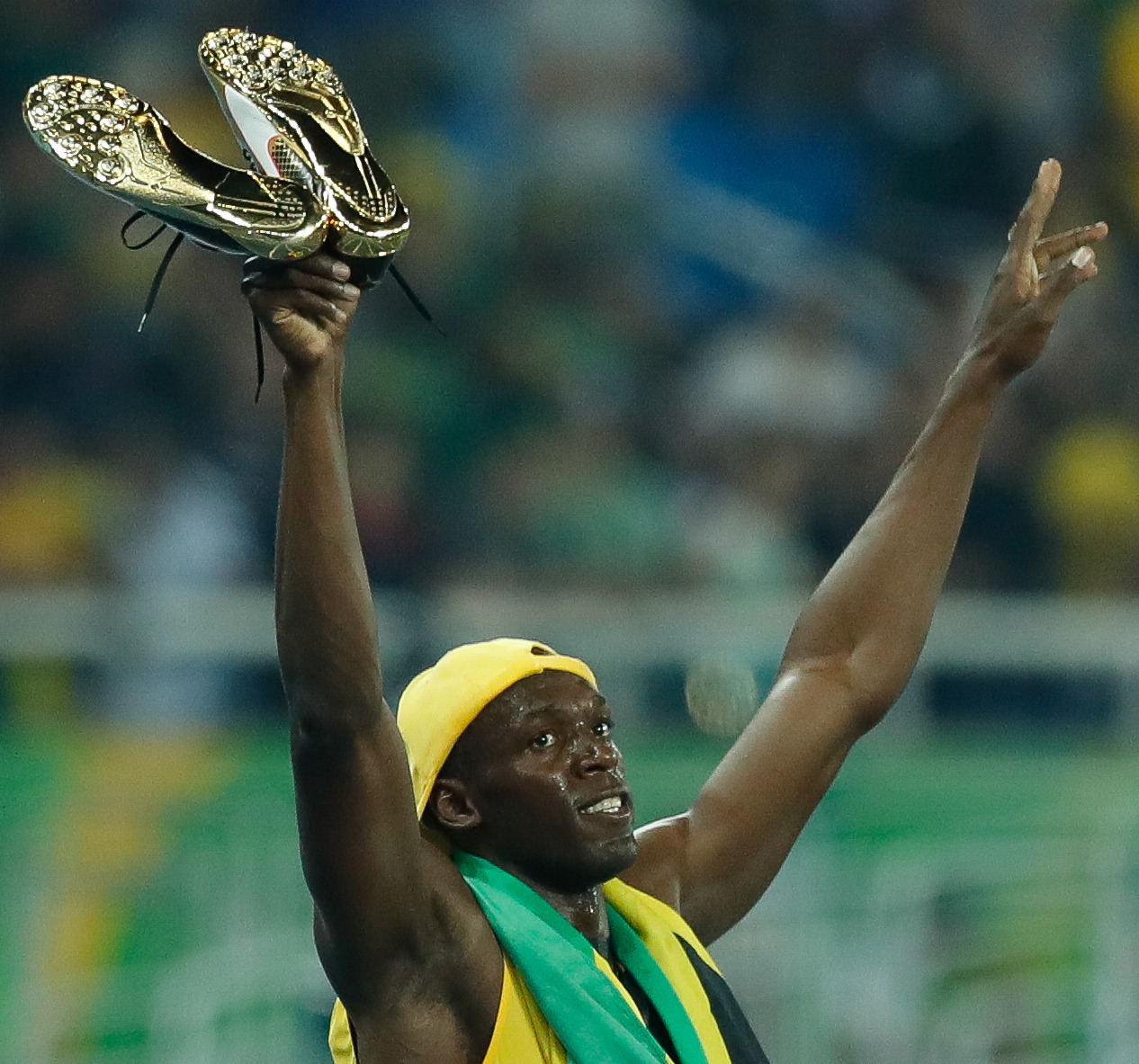
Usain Bolt muestra sus zapatos deportivos, nótese el diseño plantar para el tipo de competiciones deportivas de alto rendimiento.

Actualmente los calzados están preparados para cada acondicionamiento físico del terreno. La sandalia es una especie de zapato que sirve para conseguir más aire fresco sobre el pie, la zapatilla permite más capacidad para el movimiento y la bota permite el paso sobre líquidos de manera impermeable.
El material de los zapatos radica mediante el género, pero también se han visto complicados métodos como los zapatos de madera y de metal.
Los tipos de zapato de distinto género, no solo está ampliado a la necesidad, sino también al diseño popular y artístico. En el caso de un Zapato Punk, adquiere el diseño de rebeldía, el cual es útil para personificar la imagen.
Últimamente han surgido los llamados zapatos de altura (o zapatos con alzas) para hombres, que tienen un realce interno que no se nota a simple vista y que permite crecer hasta 7 cm de estatura. Este sistema permite superar cierta desigualdad que existía con las mujeres a la hora de querer ser más alto y para corregir problemas de dismetría en el tren inferior.
Aunque las sandalias fueran el calzado más corriente en la antigüedad, también se utilizaban otros tipos. El primer zapato que se conoce es un modelo de cuero en forma de mocasín. Se sujetaba al pie con unos cordones de cuero sin curtir y fue utilizado principalmente en Babilonia hacia 1600 a. C.
A partir de 500 a. C., las mujeres griegas de clase alta adoptaron un calzado de cuero similar, ajustado al pie. Los romanos fueron los primeros en establecer, alrededor de 200 a. C., gremios de zapateros.
En el medio oriente, a los zapatos se les agregó tacos para alzar el pie de la arena ardiente del desierto. En la Europa del siglo XVI al siglo XVII, siempre se pintaba a los tacos de los zapatos de color rojo.
Las clases acomodadas de Europa del siglo XVII usaban tacones altísimos. Tan altos eran que se necesitaban dos sirvientes, uno de cada lado de la dama para ayudarles a ponérselos.
En el siglo XIX en Filadelfia se fabricó el primer par de zapatos en el que el zapato derecho era distinto al izquierdo. Hasta entonces todos los pares de zapatos del mundo eran iguales.
Las deportivas se inventaron en Estados Unidos de América en 1916. Se pusieron de moda rápido porque eran cómodas para correr, saltar o caminar, pero en un principio se usaron para tareas de campo.
A mediados del siglo XX surge en el mercado laboral los zapatos de seguridad, que es un botín que normalmente es de caña media, grueso de paredes, suela robusta de alta tracción y consta de una protección metálica para los dedos de los pies.

## Partes básicas de un zapato

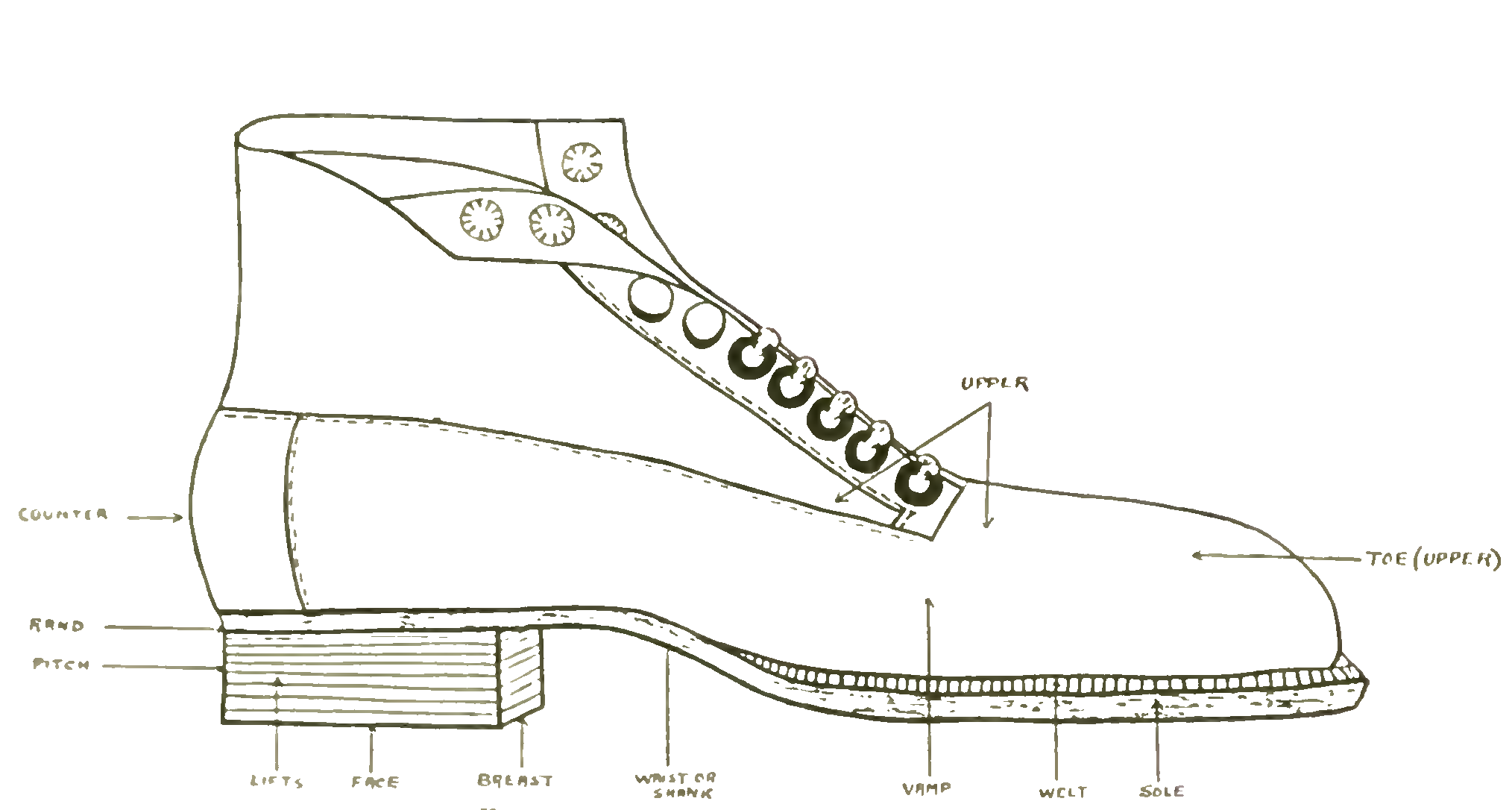
Partes externas de un zapato

Un zapato o calzado consta de las siguientes partes:
- Tacón o taco: Pieza generalmente de madera en que se apoya el talón, confiere una determinada altura y mantiene contraído los músculos de la pantorrilla.
- Suela: Es la superficie inferior en que se realiza la tracción pedestre.
- Entresuela: Son las capas internas estructurales que unen la suela con el resto del calzado.
- Arco o bóveda: Es una horma que ayuda a mantener el arco plantar del pie apoyado.
- Punta: Es la sección frontal del zapato.
- Forro: Son la cubierta del zapato, de material de cuero o textil que dan forma al zapato.
- Pala: Es una pieza que cubre el empeine en la parte exterior del zapato y se une con el forro.
- Plantilla: Es la horma del calzado y es la superficie interna donde se apoya plantarmente el pie.
- Lengüeta: Es una lengüeta interna que permite la apertura del calzado y que cubre el empeine una vez cerrado.
- Collarín: Es el cuello u orilla del zapato que va en contacto con el tobillo.
- Caña: Es la estructura de extensión que cubre desde el tobillo a la rodilla.
- Camellón o cambrillón: Es una pieza plástica, metálica plana que se ubica entre la suela y entresuela y sirve para mantener la resiliencia del calzado.
- Contrafuerte: Es la protección externa del talón y permite el alzamiento del pie junto al calzado.
- Amarres: Es la forma en que el calzado se sujeta como un todo al pie por medio de cordones, hebillas, cierres etc.

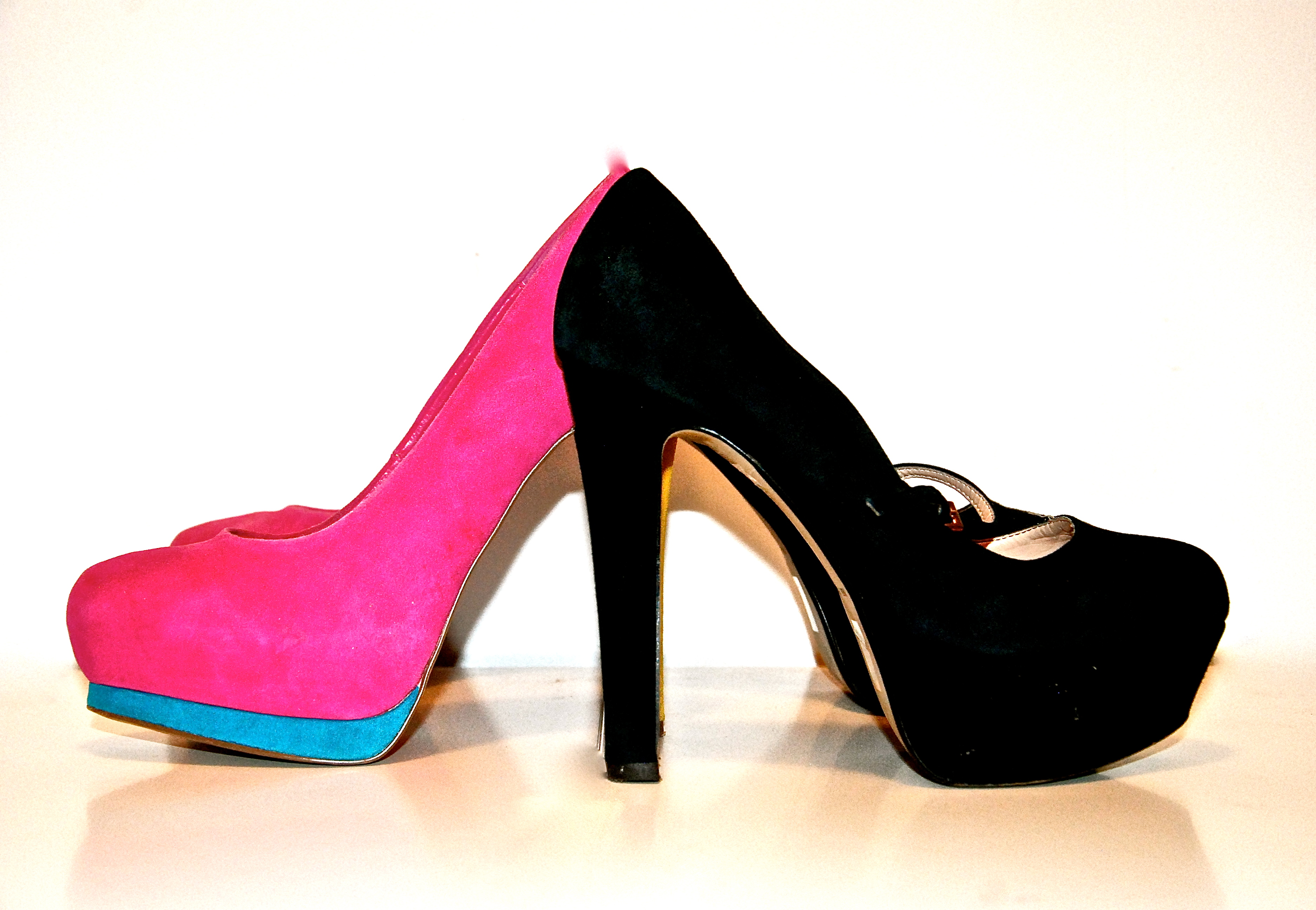
Zapatos de tacón
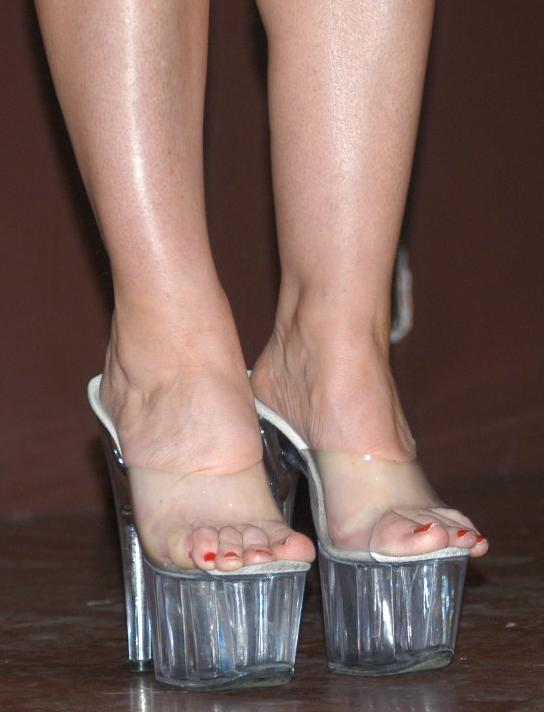
Zapatos de plataforma
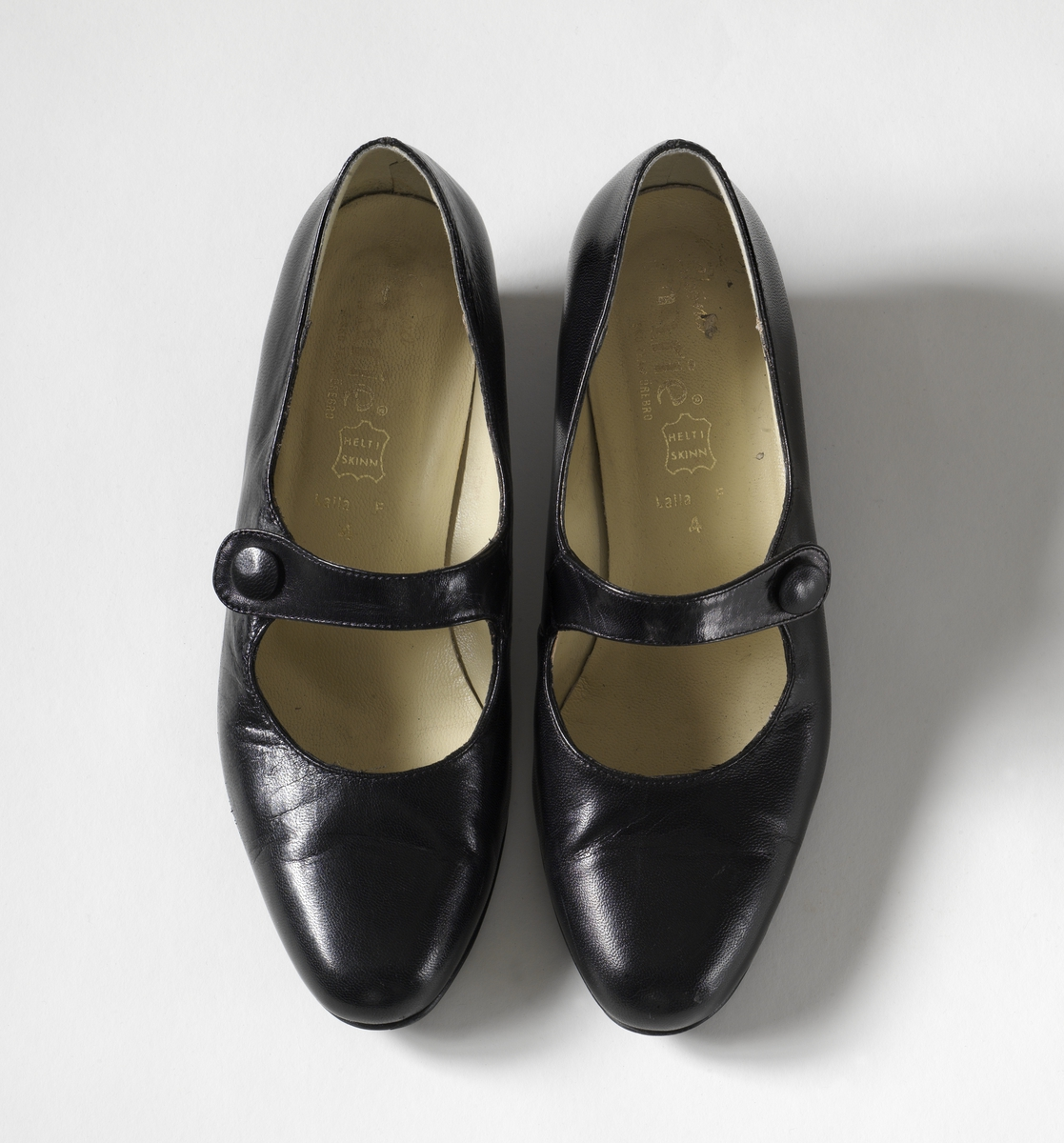
Merceditas
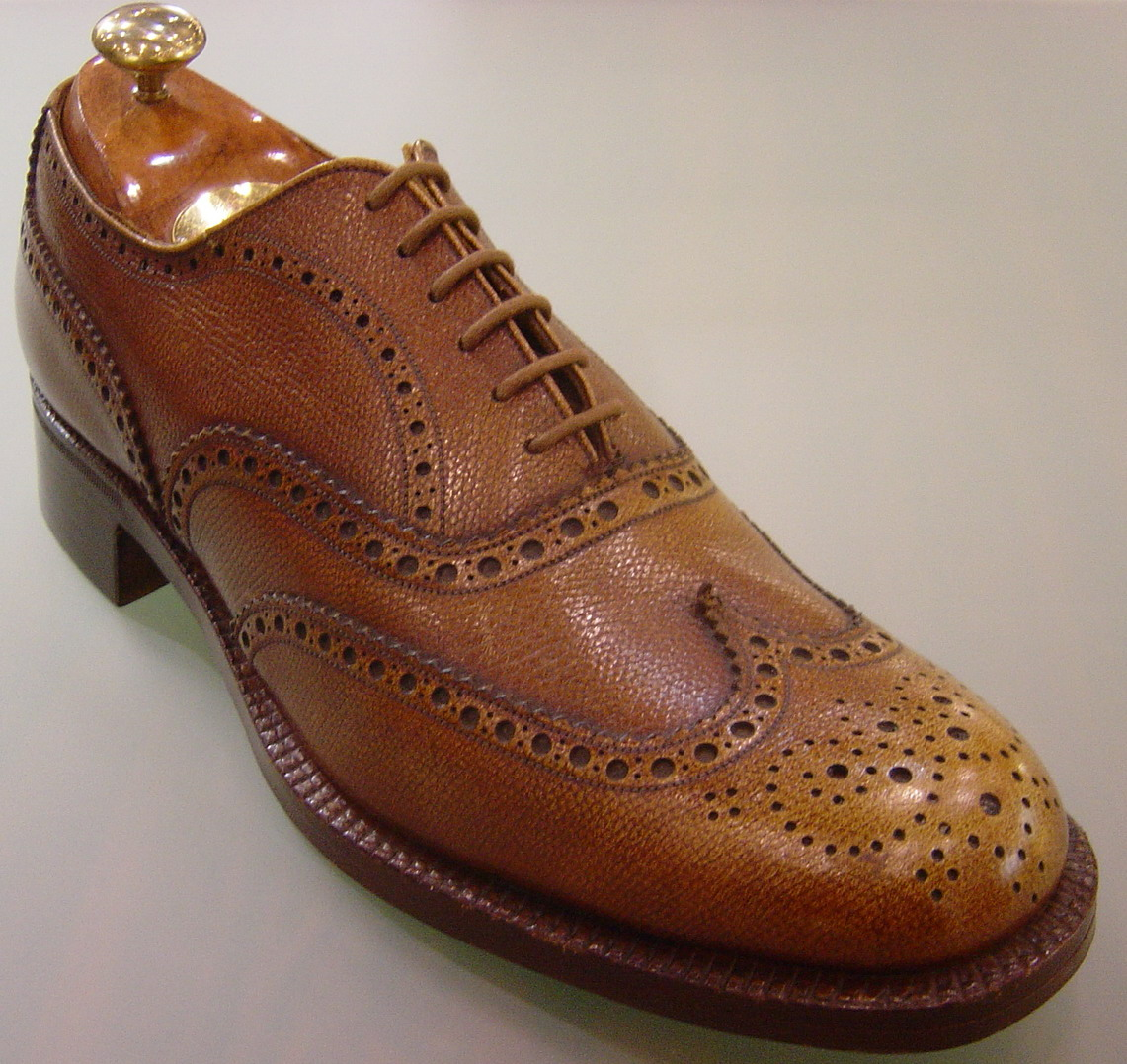
Zapato Oxford
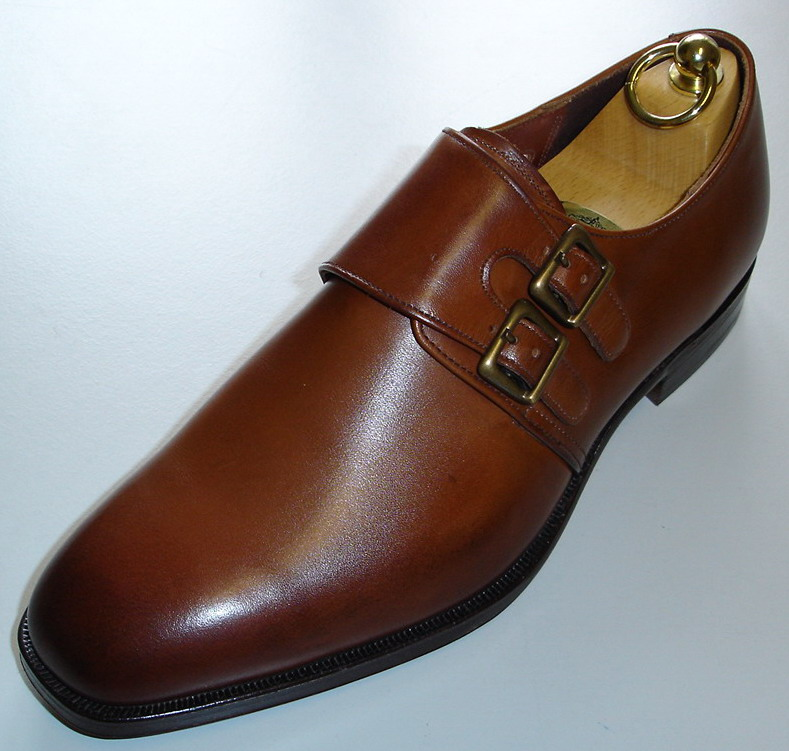
Zapato monkstrap
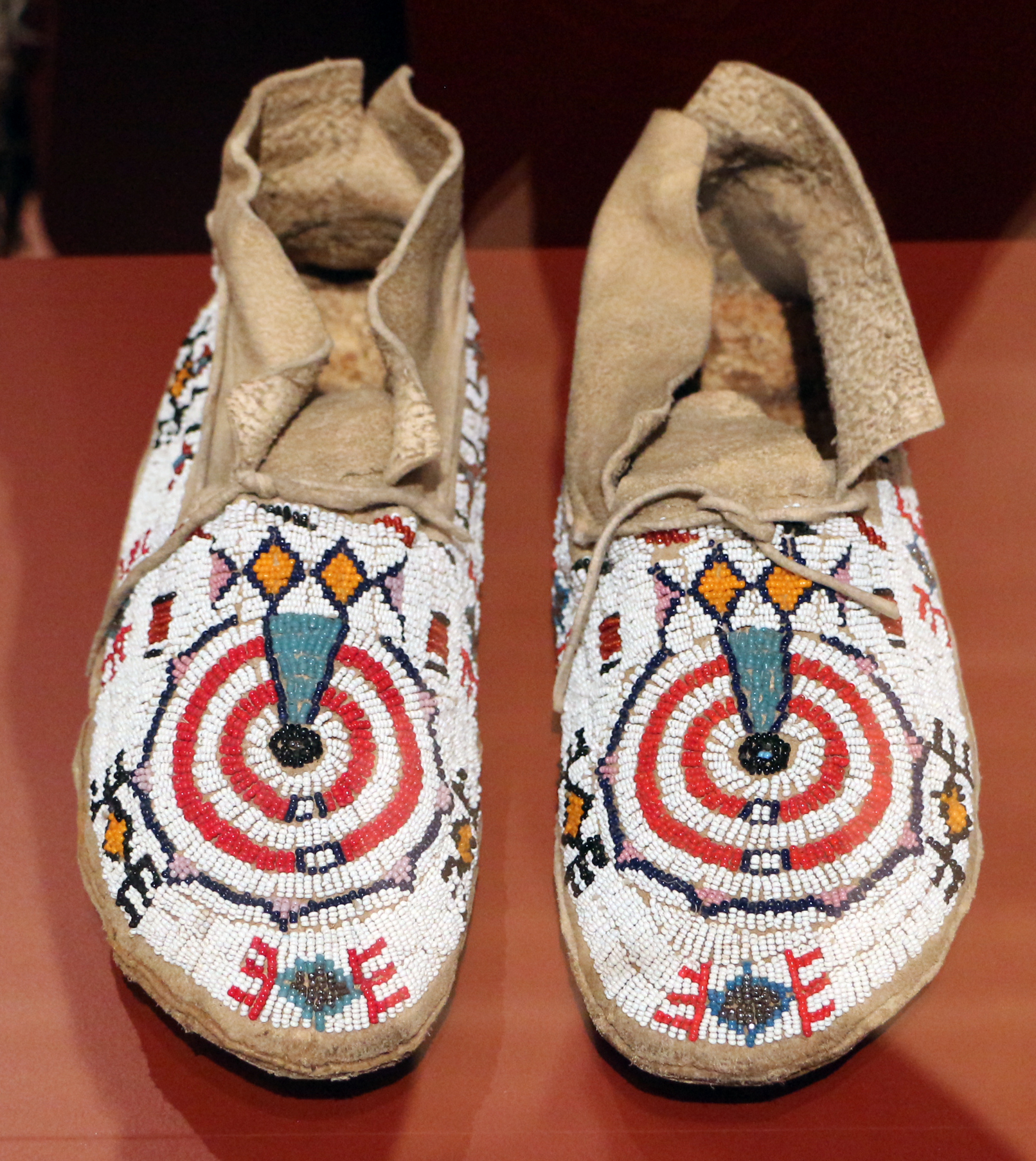
Mocasines
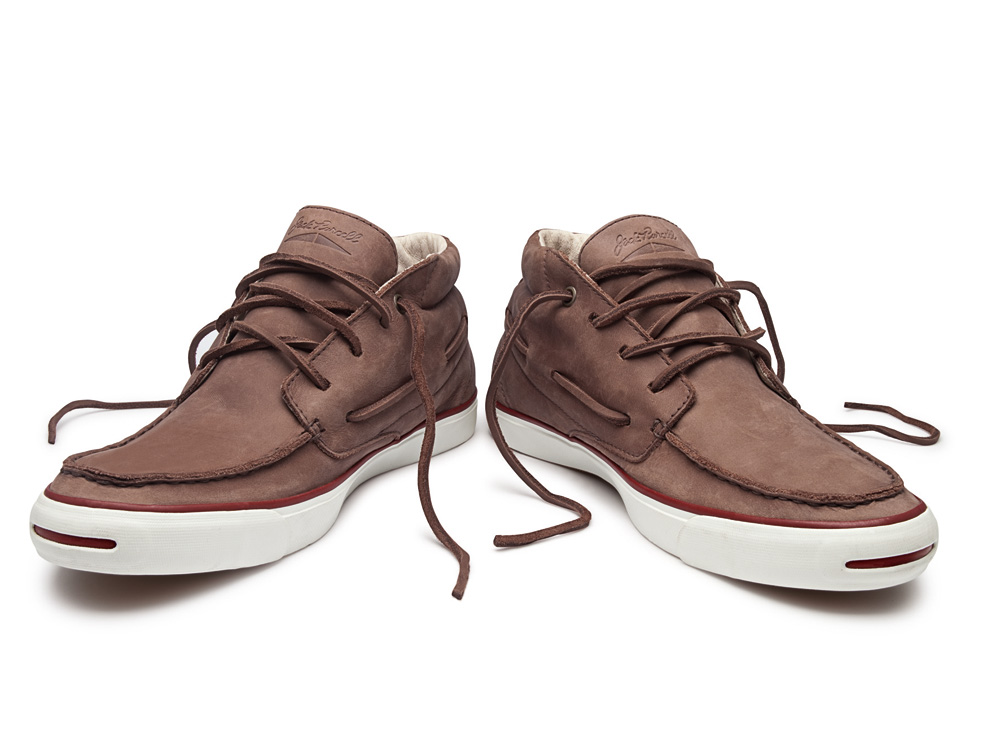
Náuticos
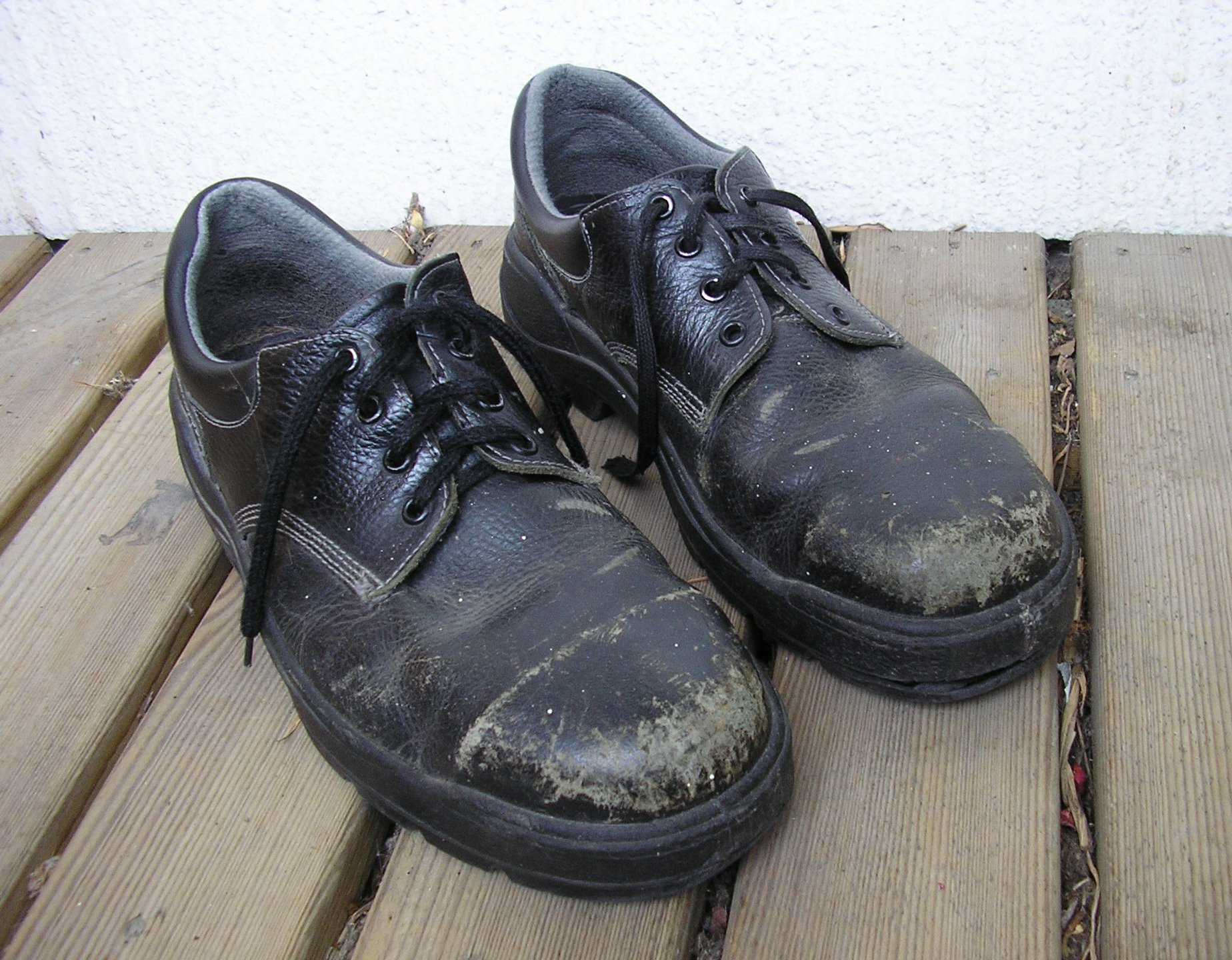
Zapatos de seguridad con puntera de acero
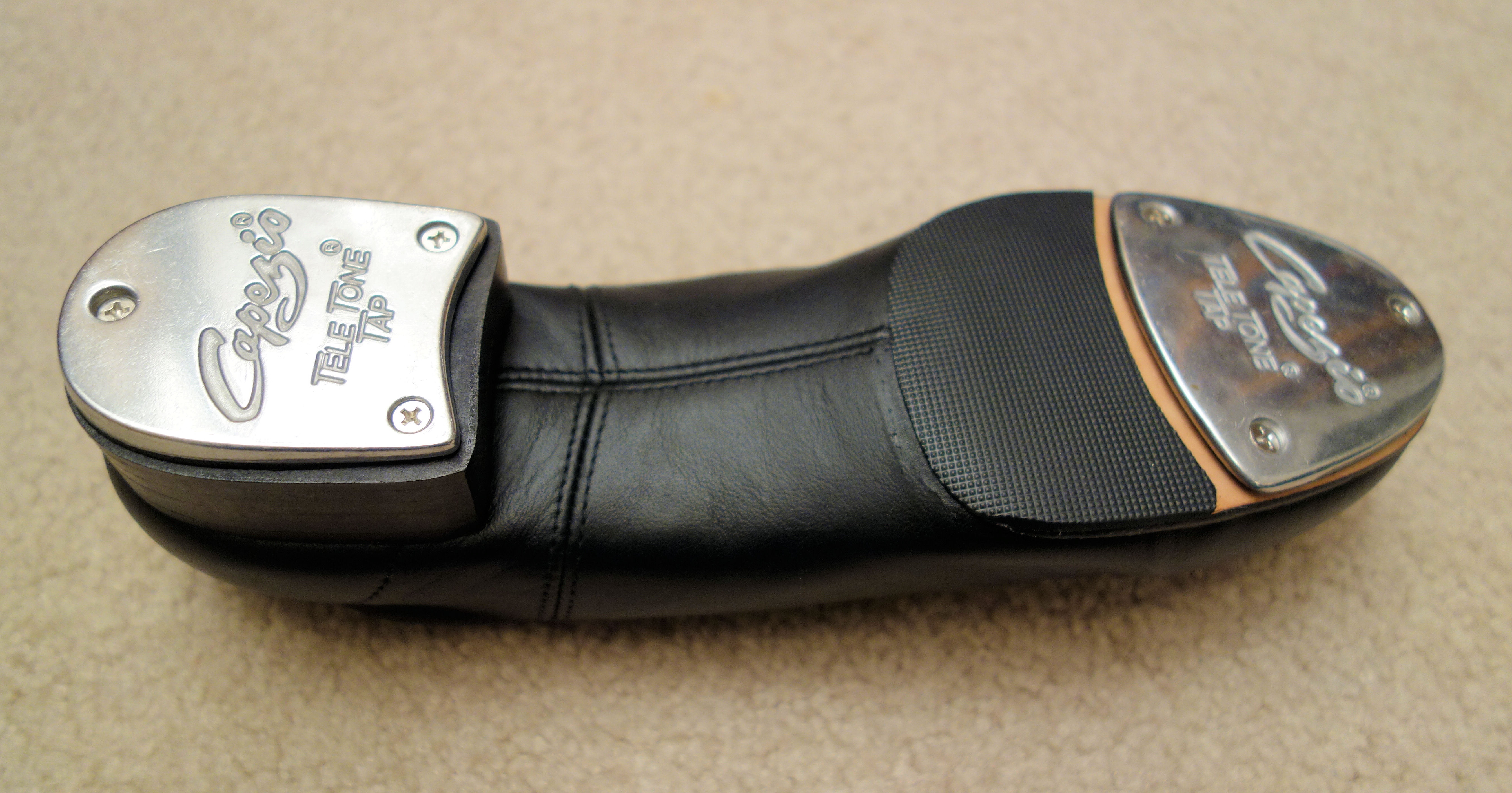
Zapato de claqué
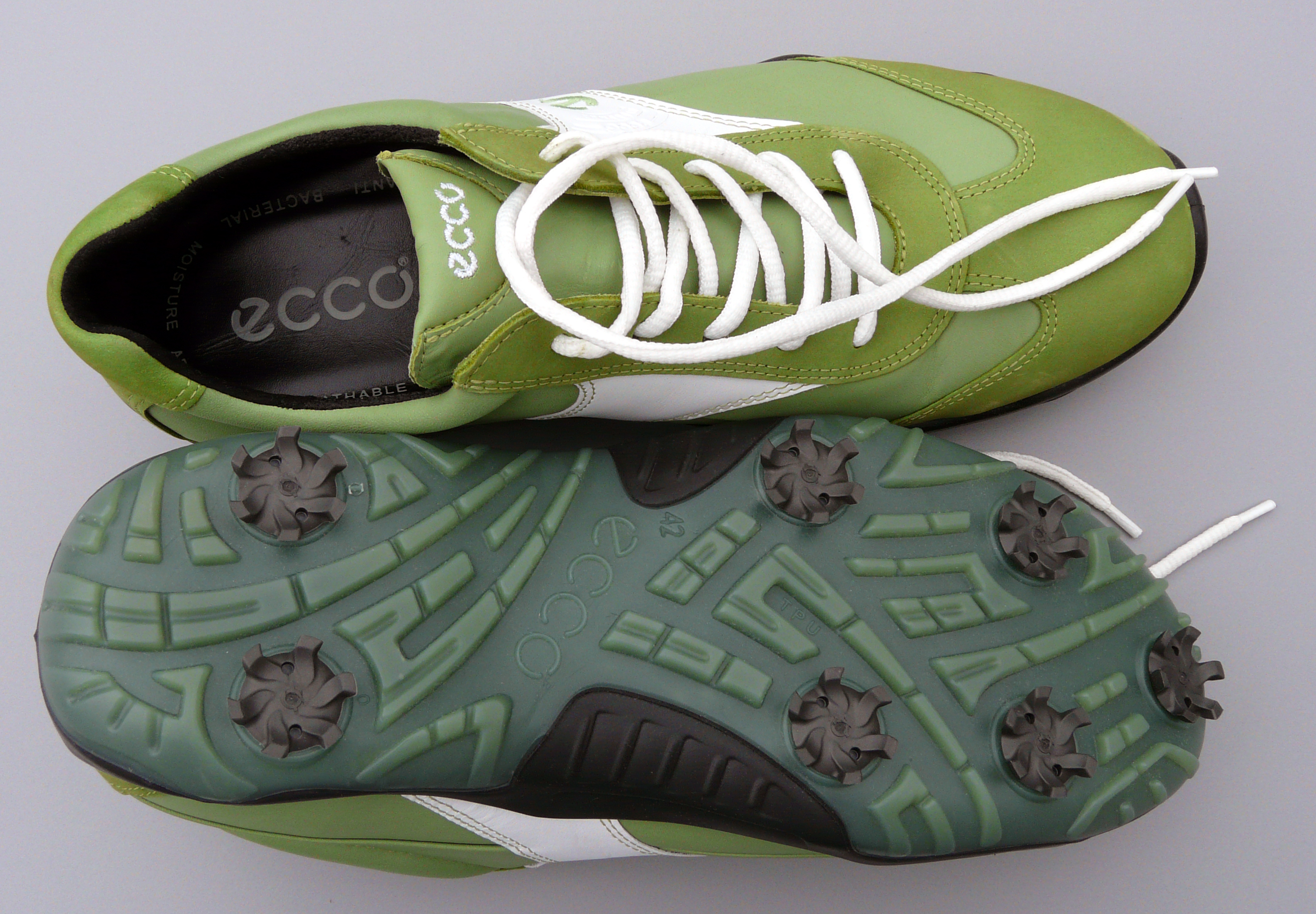
Zapatos de golf
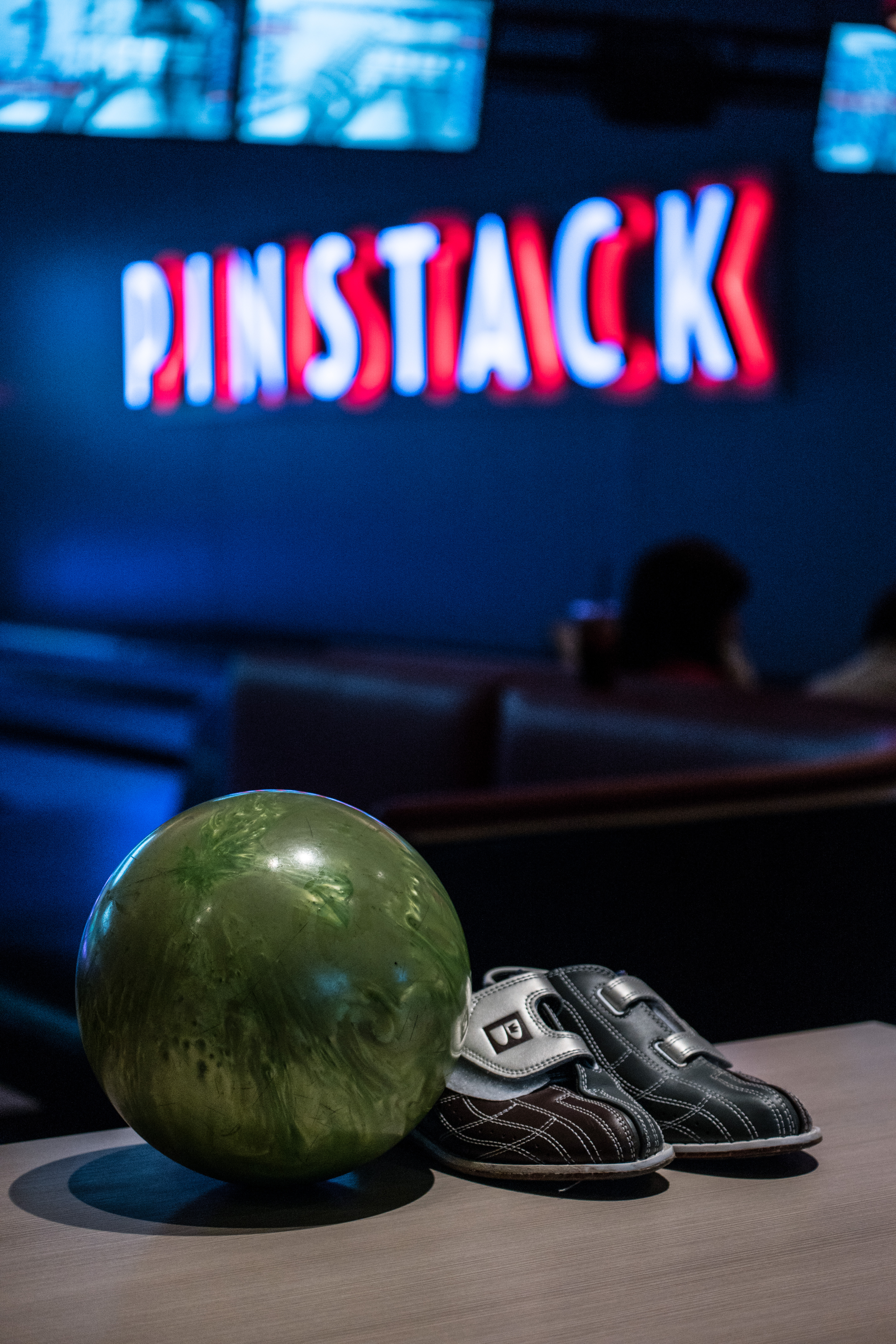
Zapatos de bolera
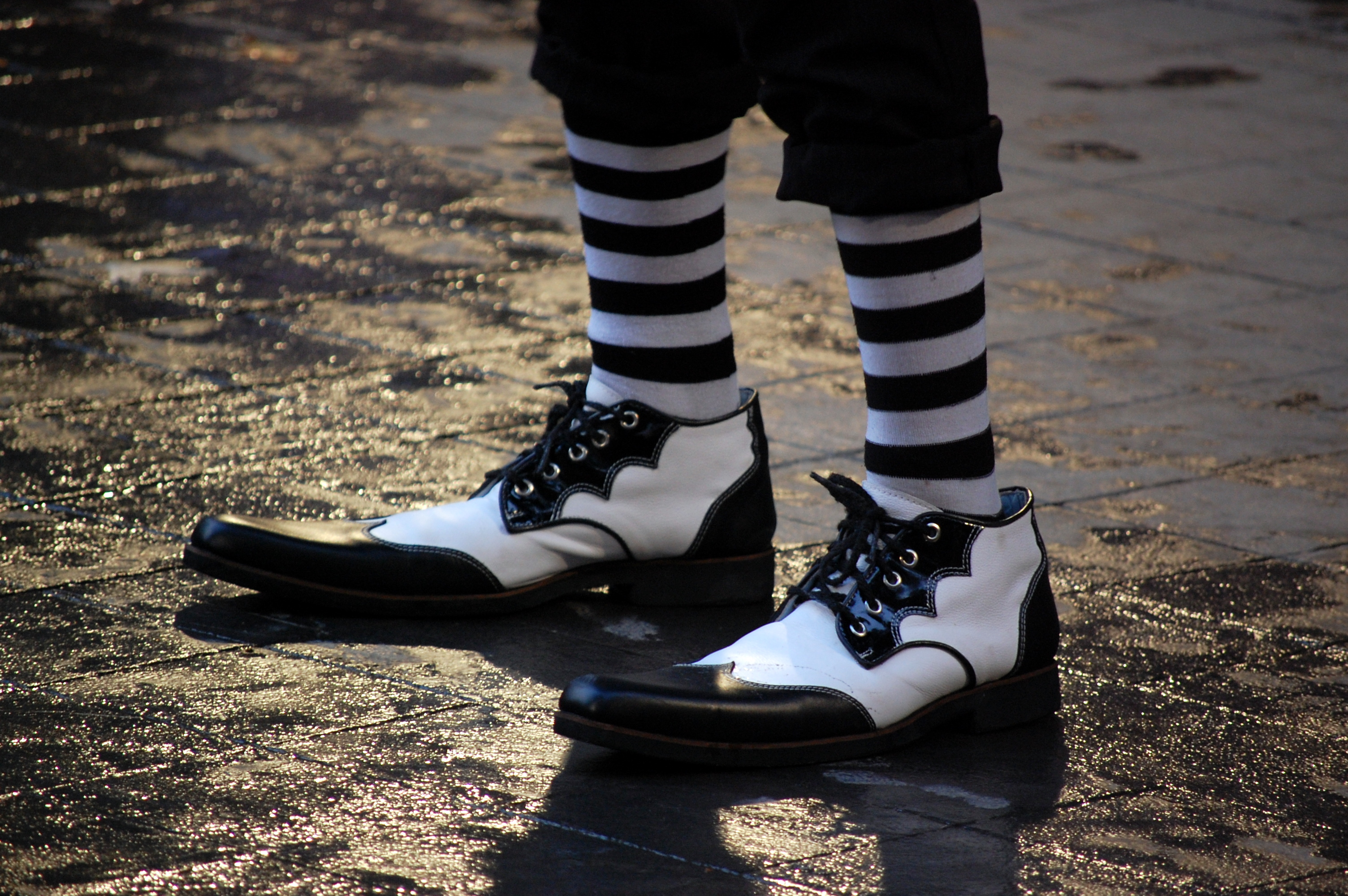
Zapatos de payaso